# Fronteira Estados Unidos–México

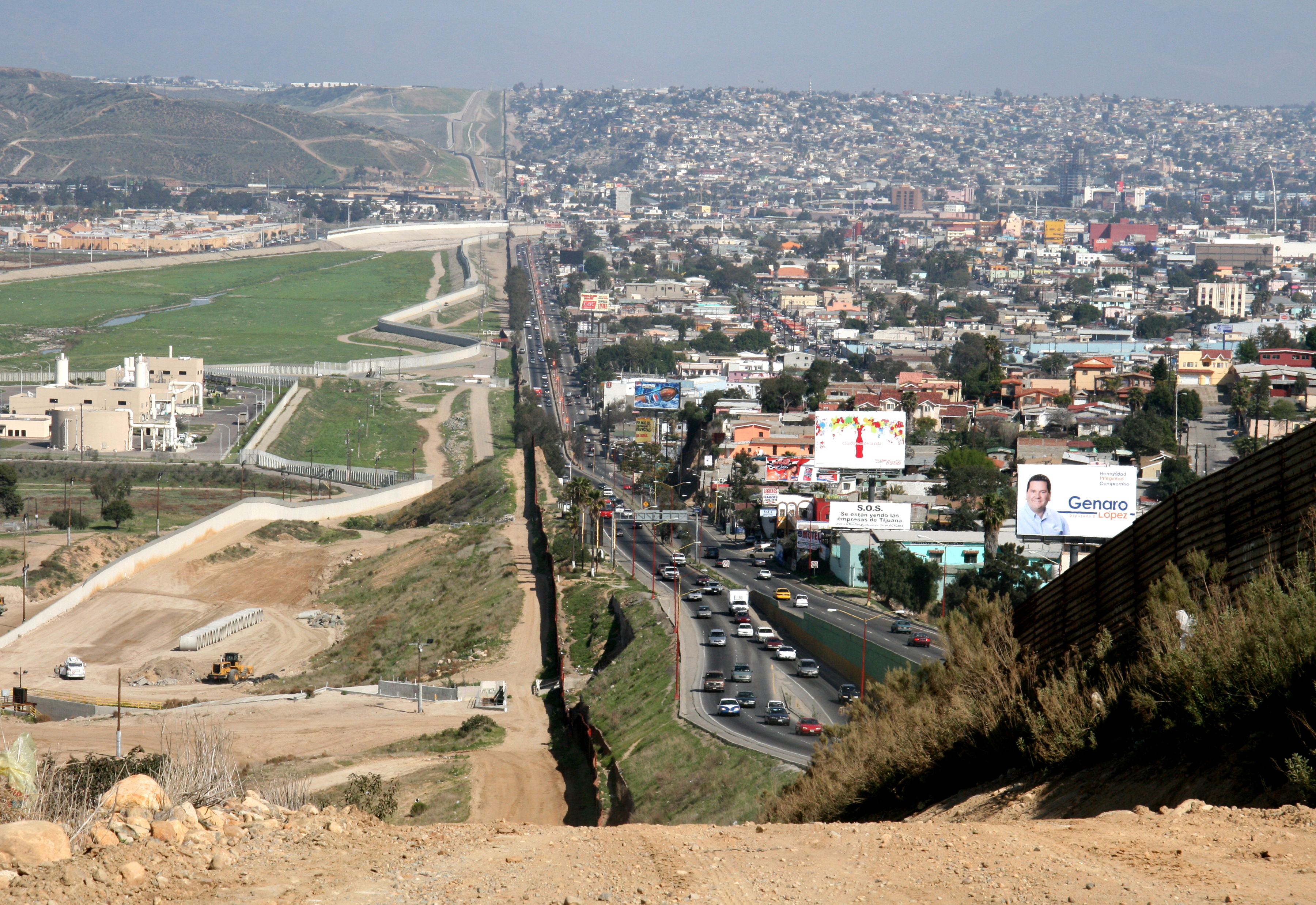
Uma pequena cerca separa a densamente povoada Tijuana, no México (à direita) de San Diego, nos Estados Unidos, no setor da Patrulha Fronteiriça. Um segundo muro está sendo construído até o Oceano Pacífico.

A fronteira internacional entre Estados Unidos e México é uma fronteira com 3.141 quilômetros de extensão, estendendo-se do Oceano Pacífico para o oeste e do Golfo do México para o leste. A fronteira atravessa uma variedade de terrenos, variando de grandes áreas urbanas a desertos inabitáveis. Aproximadamente 350 milhões de cruzamentos documentados ocorrem anualmente, e é a fronteira cruzada com mais frequência no mundo.
A extensão total da fronteira continental é de 3.145 quilômetros (1.954 mi). Do Golfo do México, segue o curso do Rio Grande (Río Bravo del Norte) até a fronteira de Ciudad Juárez, Chihuahua e El Paso, Texas. A oeste de El Paso-Juárez, atravessa extensões dos desertos de Chihuahua e Sonora até o Delta do Rio Colorado e San Diego–Tijuana, antes de chegar ao Oceano Pacífico.

## Geografia

### Região fronteiriça
Ao longo desta fronteira são 23 municípios dos EUA e 39 municípios mexicanos.
Seguindo o Tratado de Limites de 1970 entre o México e os Estados Unidos que resolveu todas as disputas de fronteira pendentes e incertezas relacionadas à fronteira do Rio Grande (Río Bravo del Norte), a fronteira continental nacional se estende por 3.145 quilômetros, excluindo as fronteiras marítimas de 29 quilômetros (18 milhas) no Oceano Pacífico e 19 quilômetros (12 milhas) no Golfo do México.
De acordo com o International Boundary and Water Commission, desta fronteira continental segue o meio do Rio Grande-segundo Tratado de Guadalupe Hidalgo em 1848, entre as duas nações "ao longo do canal mais profundo" (também conhecido como o talvegue) - de sua foz no Golfo do México, uma distância de 2.020 quilômetros (1.260 milhas) até um ponto logo acima de El Paso e Ciudad Juárez. Em seguida, segue um alinhamento para o oeste por terra e é marcado por monumentos para uma distância de 859 quilômetros (534 mi) do rio Colorado, quando atinge sua maior elevação no cruzamento com a Divisória Continental da América do Norte. Segue-se então o meio desse rio em direção ao norte com uma distância de 39 quilômetros (24 mi), e finalmente segue um alinhamento por terra em direção ao oeste e marcado por monumentos com uma distância de 227 quilômetros (141 mi) até o Oceano Pacífico .
Segundo o Acordo de La Paz, a "área fronteiriça" oficial estende-se "100 quilômetros [62,5 milhas] em ambos os lados das fronteiras marítimas e interiores" do Golfo do México até o Oceano Pacífico. Há também uma Zona Fronteira de 100 milhas .
A região é caracterizada por desertos, colinas escarpadas, sol abundante e dois grandes rios - o Colorado e o Rio Grande (Rio Bravo del Norte) - que fornecem água que dá vida às terras amplamente áridas mas férteis ao longo dos rios nos dois países.
O Rio Grande freqüentemente serpenteia pela fronteira do Texas com o México. Como resultado, os Estados Unidos e o México têm um tratado pelo qual o Rio Grande é mantido como a fronteira, com novos cortes e ilhas sendo transferidos para a outra nação conforme necessário.

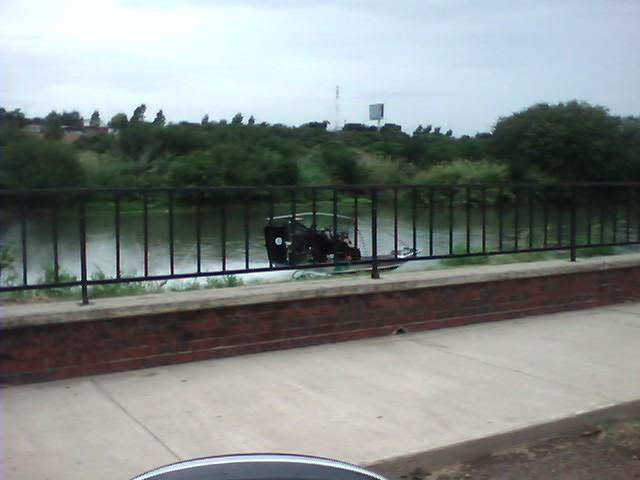
Patrulha de Fronteira patrulhando o Rio Grande em um aerobarco em Laredo, Texas
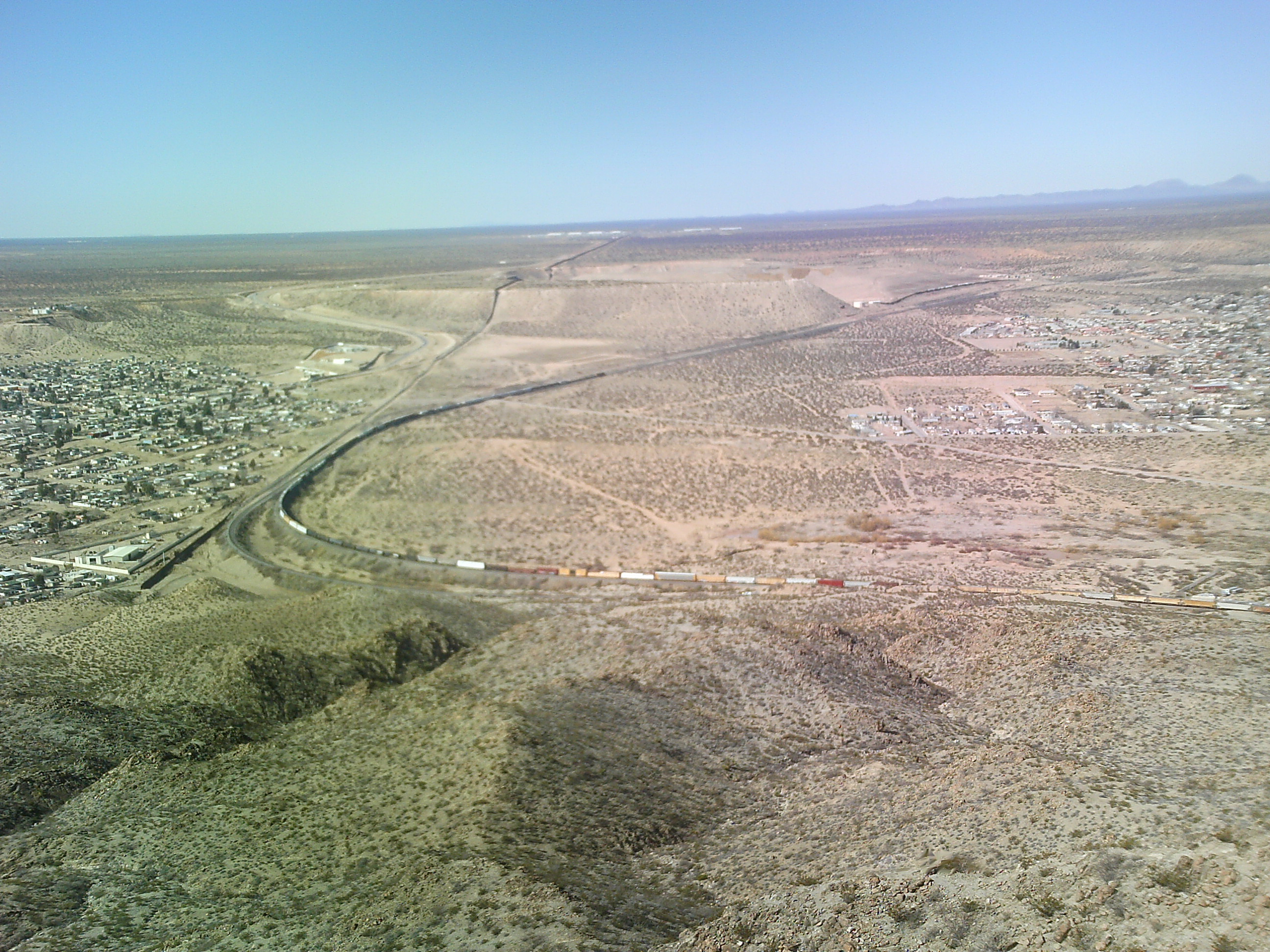
O início da fronteira no estado do Novo México - a oeste de El Paso, Texas
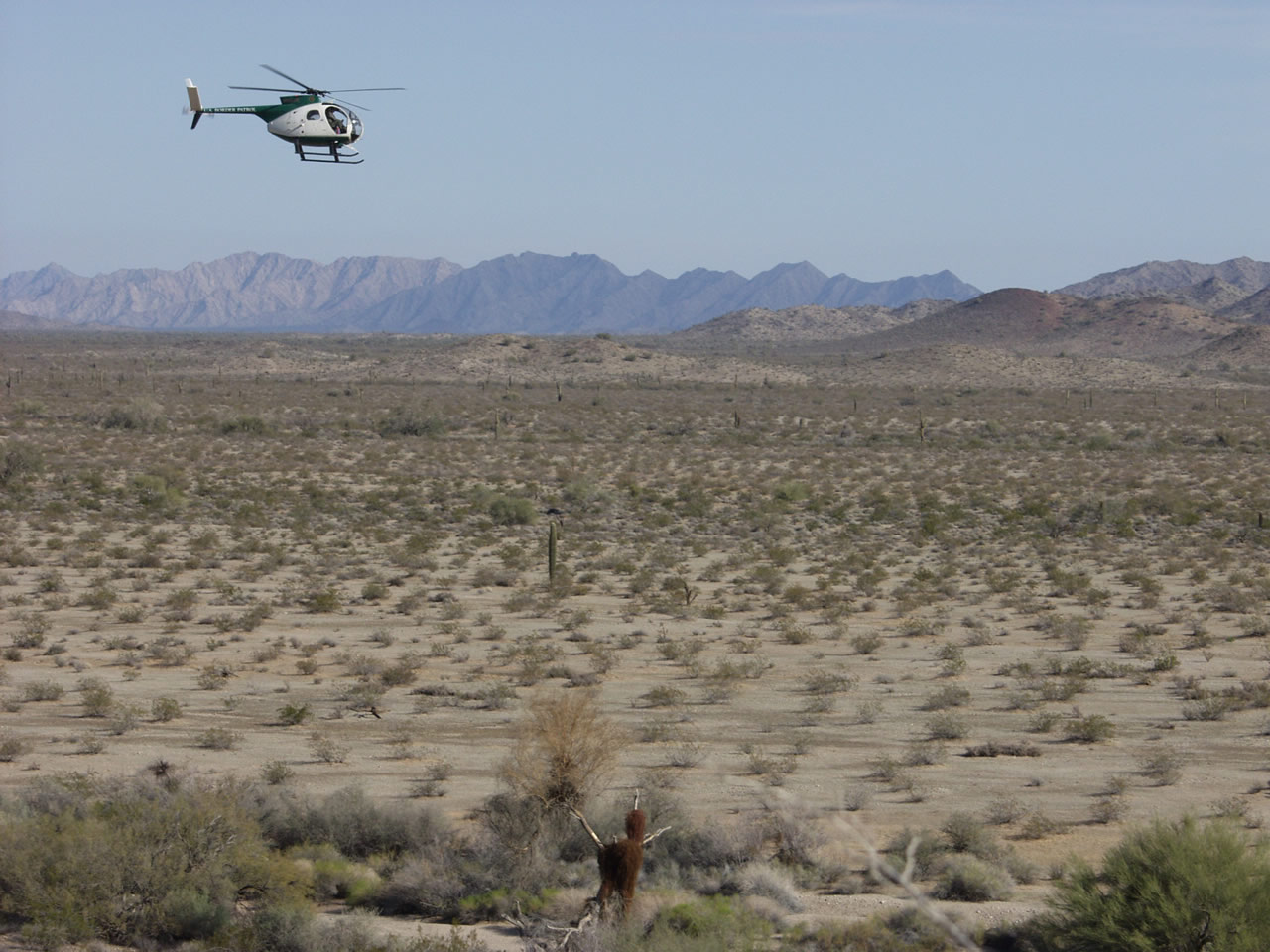
Helicóptero da Patrulha de Fronteira dos EUA ao longo de El Camino del Diablo, fronteira Arizona-Sonora, 2004
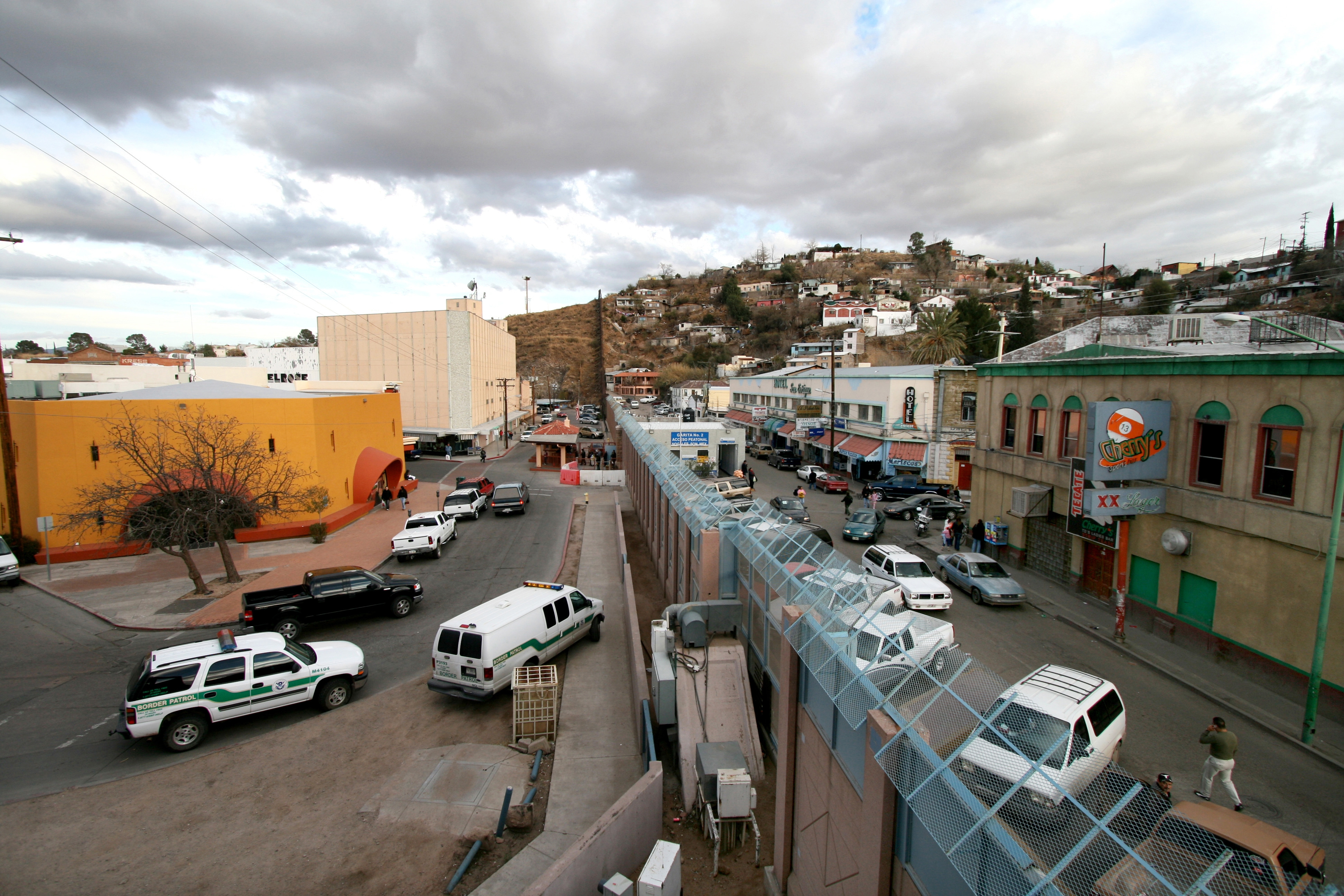
Fronteira entre Nogales, Arizona, à esquerda, e Nogales, Sonora, à direita
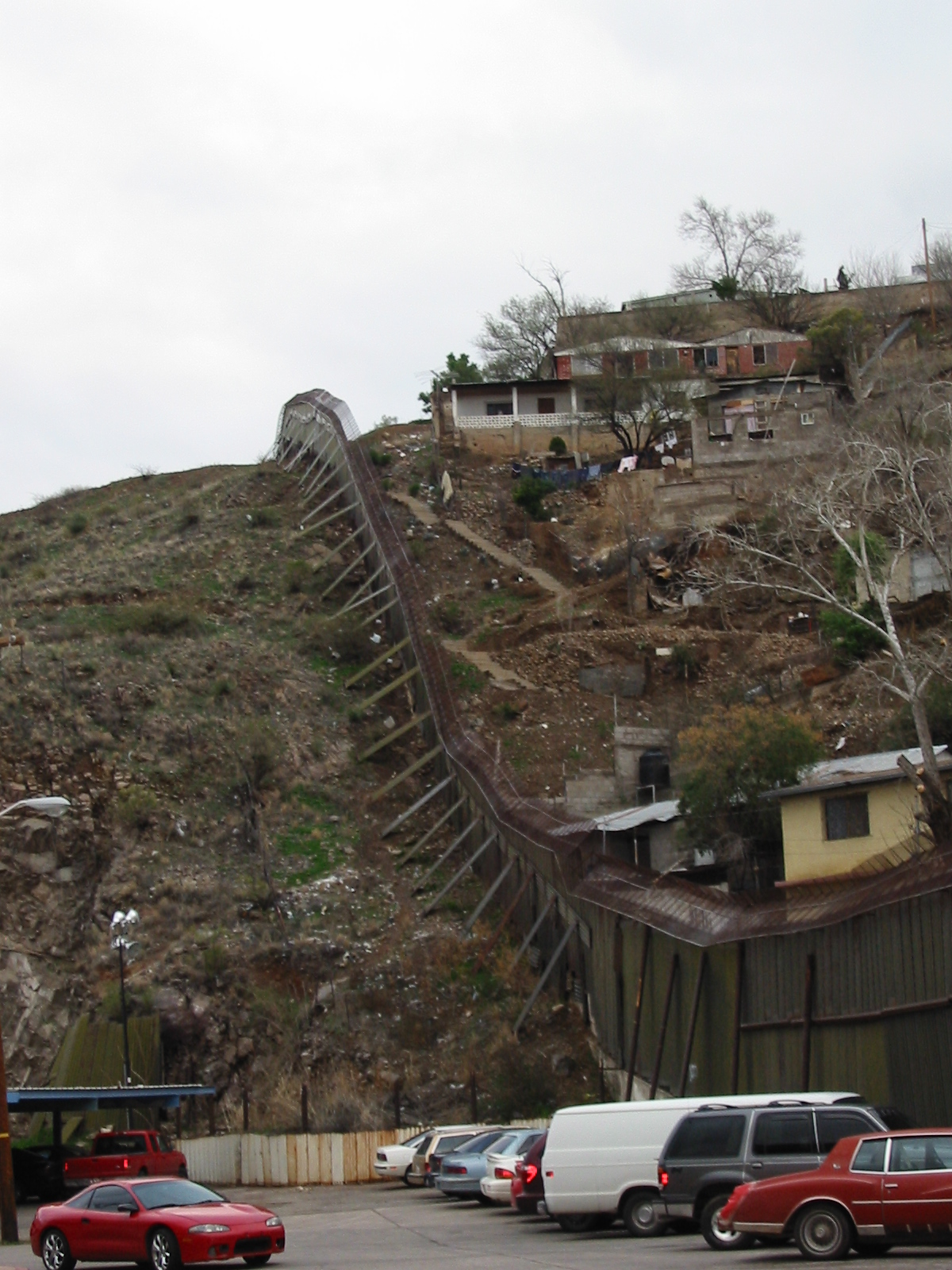
À esquerda: Nogales, Arizona; à direita, Nogales, Sonora
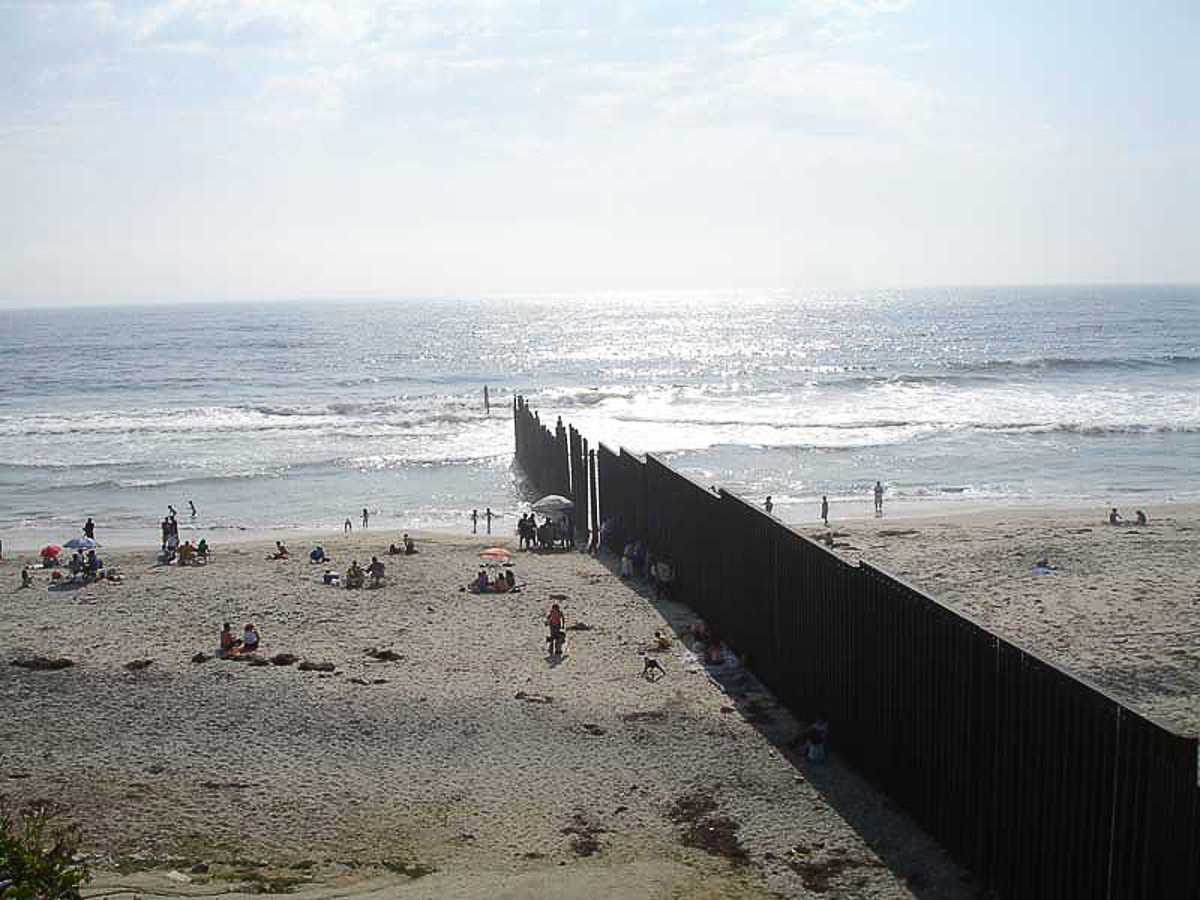
Praia em Tijuana na fronteira
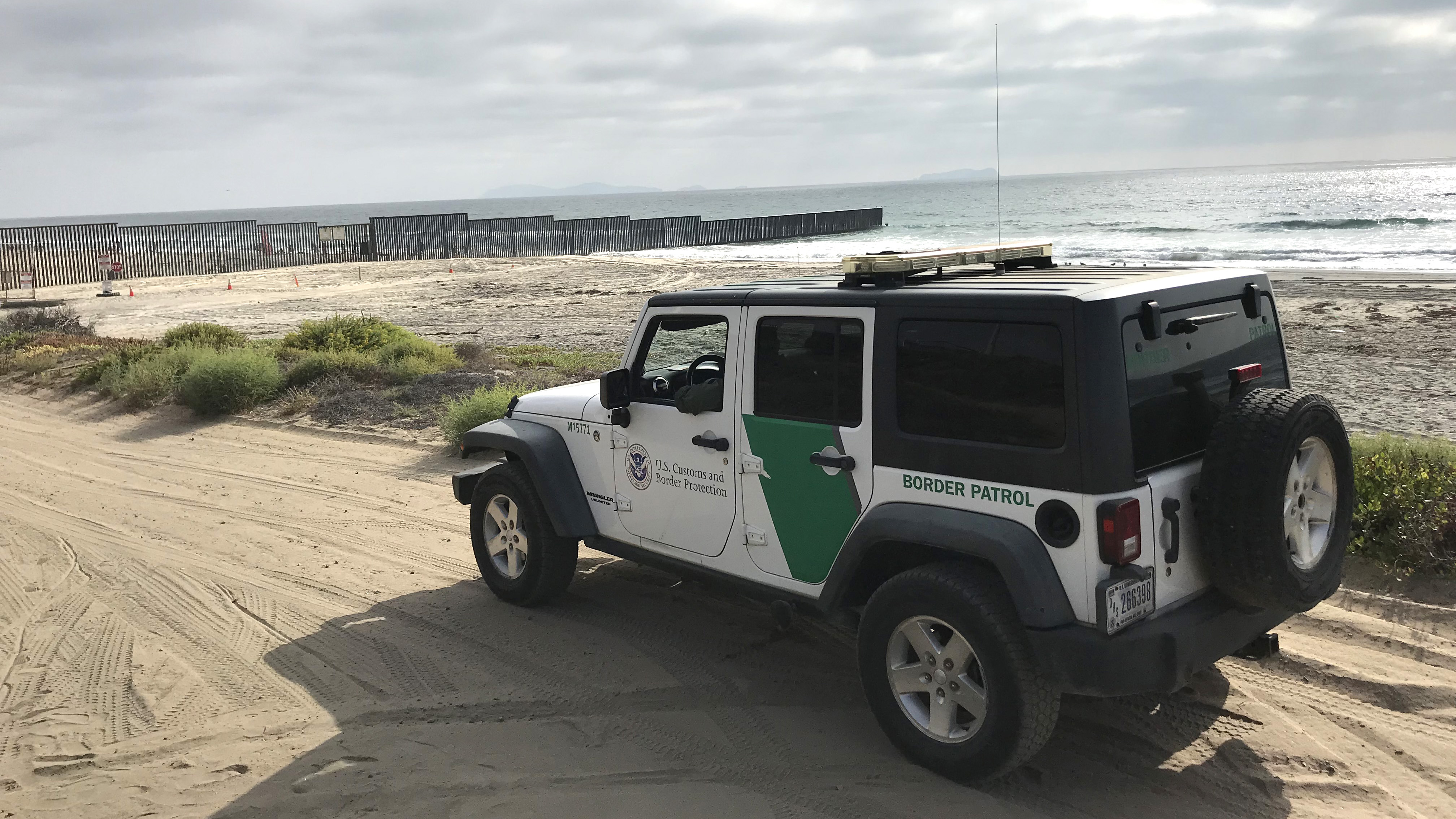
Veículo de Patrulha da Fronteira do CBP sentado perto da fronteira México-EUA

### Estados fronteiriços

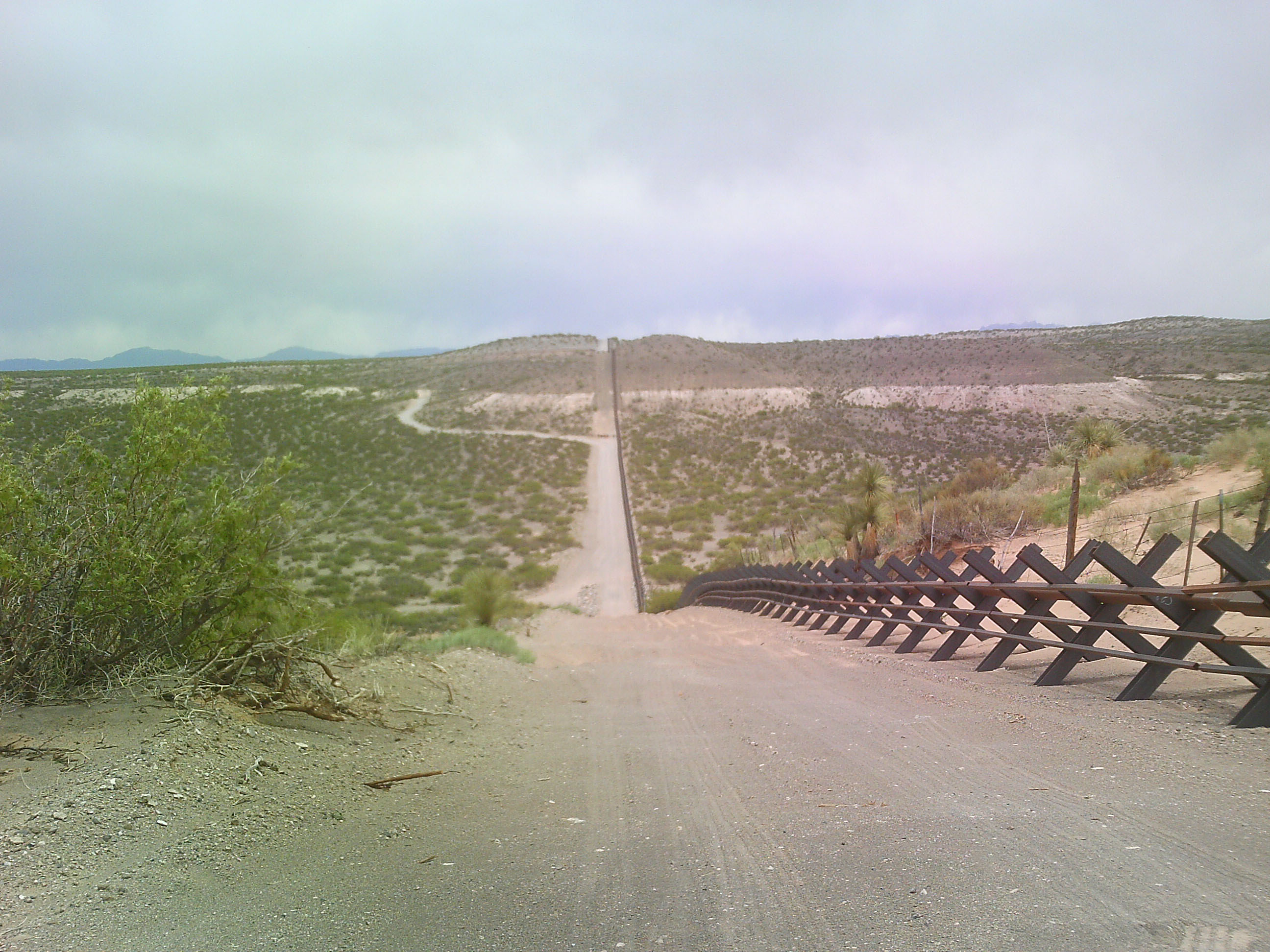
Barreira de veículo no deserto do Novo México

Os estados norte-americanos ao longo da fronteira, de oeste a leste, são a Califórnia, o Arizona, o Novo México e o Texas. Os estados mexicanos ao longo da fronteira são Baja California, Sonora, Chihuahua, Coahuila, Nuevo León e Tamaulipas.
Entre os estados dos EUA, o Texas tem o trecho mais longo da fronteira com o México, enquanto a Califórnia tem o mais curto. Entre os estados do México, Chihuahua tem a maior fronteira com os Estados Unidos, enquanto Nuevo León tem o mais curto.
O Texas faz fronteira com quatro estados mexicanos - Tamaulipas, Nuevo León, Coahuila e Chihuahua - a maioria dos estados americanos. Novo México e Arizona cada faz fronteira com dois estados mexicanos (Chihuahua e Sonora; Sonora e Baja California, respectivamente). A Califórnia faz fronteira apenas com a Baja California.
Três estados mexicanos fazem fronteira com dois estados dos EUA: Baja California faz fronteira com a Califórnia e o Arizona; Sonora faz fronteira com o Arizona e o Novo México; e Chihuahua faz fronteira com o Novo México e o Texas. Tamaulipas, Nuevo León e Coahuila limitam-se a apenas um estado dos EUA: o Texas.

### Pontos de verificação de passagem de fronteira

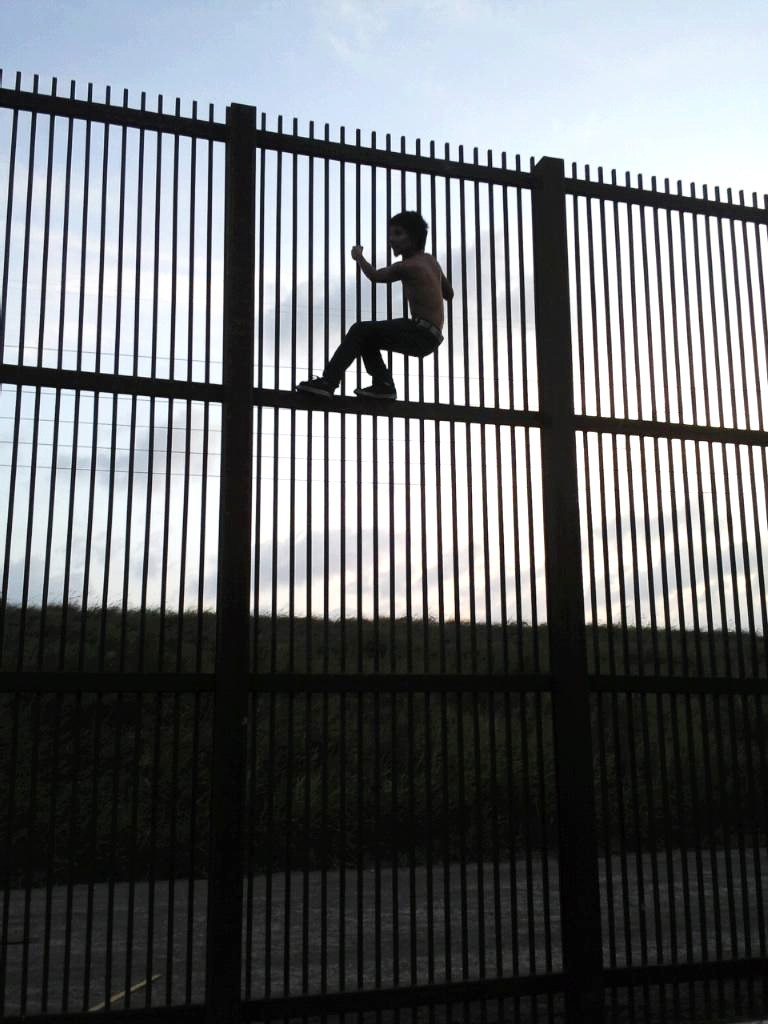
Homem escalando o muro fronteiriço Estados Unidos-México em Brownsville, Texas

A fronteira que separa o México e os Estados Unidos é a fronteira internacional mais frequentemente cruzada no mundo, com aproximadamente 350 milhões de cruzamentos legais ocorrendo anualmente.
Há 48 passagens de fronteira dos EUA com o México, com 330 portas de entrada. Nesses pontos de entrada, as pessoas que tentam entrar nos EUA precisam abrir suas malas para inspeção. As passagens de fronteira ocorrem por estradas, passarelas de pedestres, ferrovias e balsas. De oeste a leste, abaixo está uma lista da cidade de fronteira "twinnings"; municípios transfronteiriços ligados por um ou mais postos fronteiriços legais.
- San Diego, Califórnia (San Ysidro) – Tijuana, Baja California
- Otay Mesa, Califórnia – Tijuana, Baja California
- Tecate, Califórnia – Tecate, Baja California
- Calexico, Califórnia – Mexicali, Baja California
- Andrade, Califórnia – Los Algodones, Baja California
- San Luis, Arizona – San Luis Río Colorado, Sonora
- Lukeville, Arizona – Sonoyta, Sonora
- Sasabe, Arizona – Altar, Sonora
- Nogales, Arizona – Nogales, Sonora
- Naco, Arizona – Naco, Sonora
- Douglas, Arizona – Agua Prieta, Sonora
- Antelope Wells, Novo México – El Berrendo, Chihuahua
- Columbus, Novo México – Palomas, Chihuahua
- Santa Teresa, Novo México – San Jerónimo, Chihuahua
- El Paso, Texas – Ciudad Juárez, Chihuahua
- Fabens, Texas – Práxedis G. Guerrero, Chihuahua
- Fort Hancock, Texas – El Porvenir, Chihuahua
- Presidio, Texas – Ojinaga, Chihuahua
- Heath Canyon, Texas – La Linda, Coahuila (foto)
- Del Rio, Texas – Ciudad Acuña, Coahuila
- Eagle Pass, Texas – Piedras Negras, Coahuila
- Laredo, Texas – Novo Laredo, Tamaulipas
- Laredo, Texas – Colombia, Nuevo León
- Falcon Heights, Texas – Presa Falcón, Tamaulipas
- Roma, Texas – Ciudad Miguel Alemán, Tamaulipas
- Rio Grande City, Texas – Ciudad Camargo, Tamaulipas
- Los Ebanos, Texas – Gustavo Díaz Ordaz, Tamaulipas
- Mission, Texas – Reynosa, Tamaulipas
- Hidalgo, Texas – Reynosa, Tamaulipas
- Pharr, Texas – Reynosa, Tamaulipas
- Donna, Texas – Rio Bravo, Tamaulipas
- Progreso, Texas – Nuevo Progreso, Tamaulipas
- Los Indios, Texas – Matamoros, Tamaulipas
- Brownsville, Texas – Matamoros, Tamaulipas

A população total das fronteiras - definidas como os condados e municípios que revestem a fronteira de ambos os lados - é de cerca de 12 milhões de pessoas.

## História

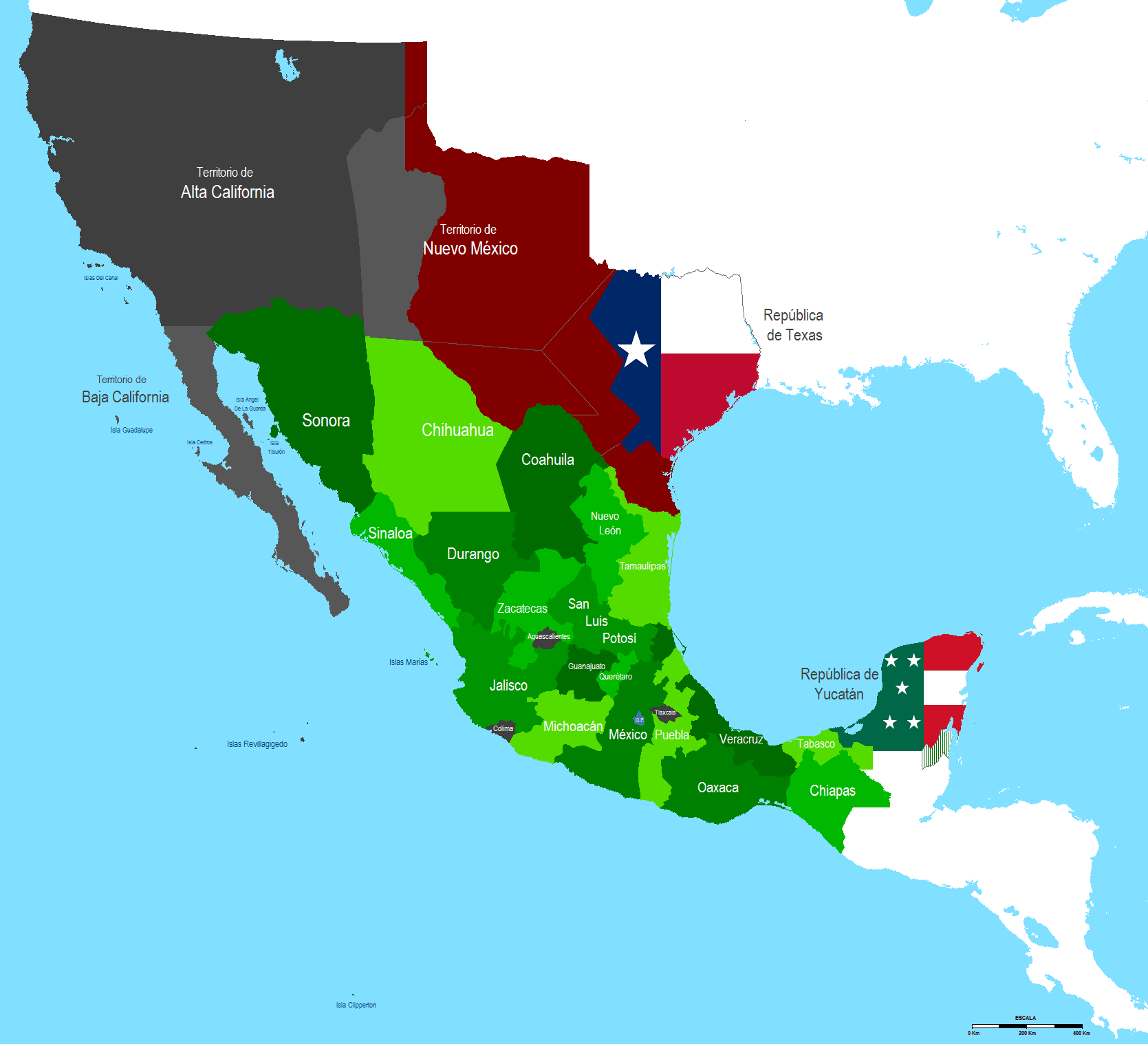
Mapa do México em 1842

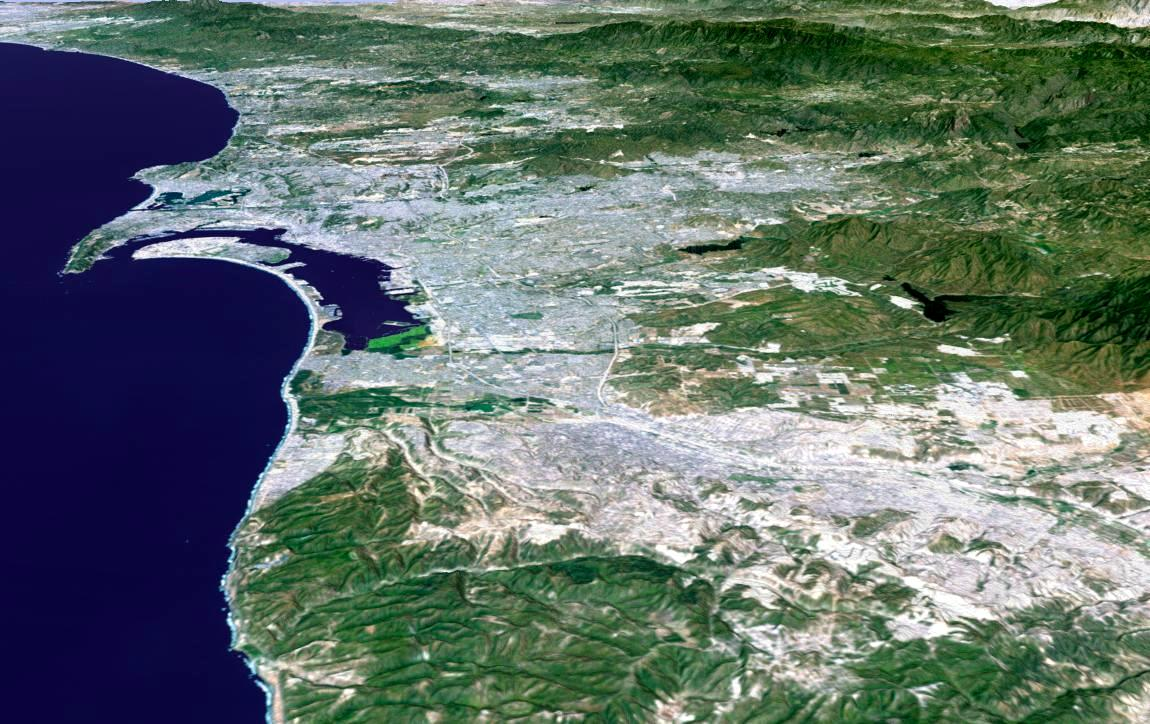
San Diego juntamente com Tijuana cria a bi-nacional Região metropolitana de San Diego-Tijuana.

Em meados do século XVI, com a descoberta da prata, colonos de vários países e origens começaram a chegar à região. Esse período de ocupação esparsa incluía colonizadores de diferentes origens. A área fazia parte da Nova Espanha, mas devido à falta de população e à diversidade de cidadãos que possuía, não parecia pertencer a nenhum país. Esse período durou até o início do século XIX, quando os Estados Unidos compraram as terras conhecidas como Compra da Louisiana da França e começaram a se expandir (militarmente) para o oeste em busca do Destino Manifesto.

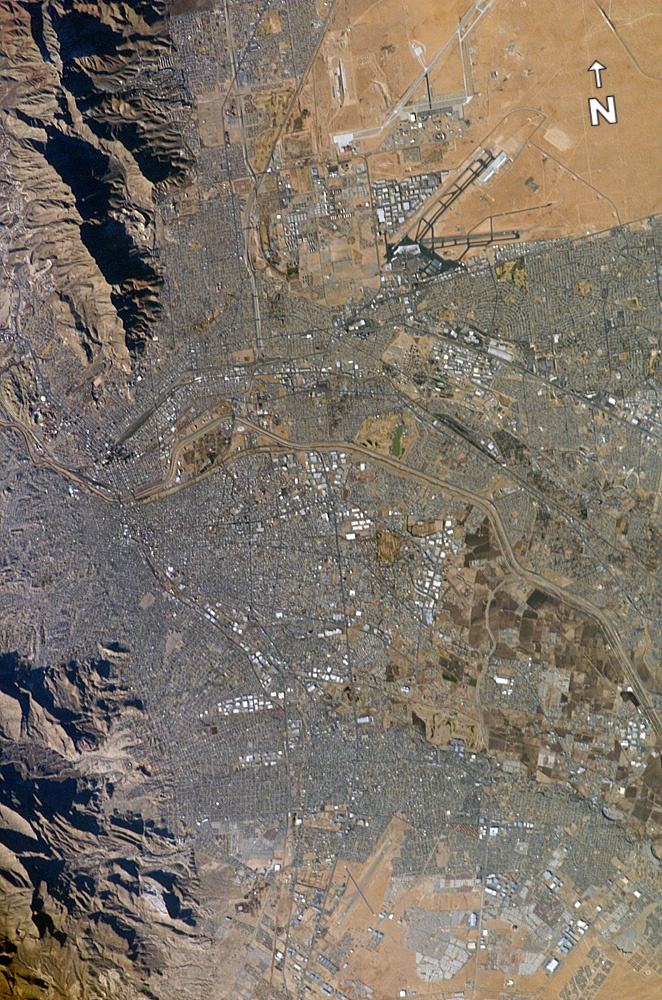
El Paso, Texas (topo) e Ciudad Juárez, Chihuahua (fundo) visto da órbita terrestre; o Rio Grande é a linha fina que separa as duas cidades através do meio da fotografia. El Paso e Juarez compõem o terceiro maior metroplexo internacional dos EUA depois de Detroit–Windsor e San Diego-Tijuana.

A fronteira em si não estava claramente definida e assim permaneceu até que a colônia mexicana se tornou independente da Espanha e entrou em um período de instabilidade política. O México tentou criar uma zona de amortecimento na fronteira que impediria uma possível invasão do norte. O governo mexicano incentivou milhares de seus próprios cidadãos a se instalarem na região que hoje é conhecida como Texas e até ofereceu terras baratas aos colonos dos Estados Unidos em troca de povoar a área. O afluxo de pessoas não forneceu a defesa que o México esperava e, em vez disso, o Texas declarou sua independência em 1836, que durou até 1845, quando os EUA o anexaram.
Os constantes conflitos na região do Texas em meados do século XIX levaram à Guerra Mexicano-Americana, que começou em 1846 e terminou em 1848 com o Tratado de Guadalupe Hidalgo. Nos termos do tratado de paz, o México perdeu mais de 2,500,000 quilômetros quadrados (970.000 sq mi) de terra, 55% de seu território, incluindo o que hoje é a Califórnia, Arizona, Novo México, Utah, Nevada e partes do Colorado, Wyoming, Kansas e Oklahoma. Além disso, todas as disputas sobre o Texas e o território disputado entre Rio Grande e Rio Nueces foi abandonado. Cinco anos depois, a Compra de Gadsden completou a criação da atual fronteira EUA-México. A compra foi inicialmente para acomodar uma linha de caminho de ferro planejada. Essas compras deixaram cerca de 300 mil pessoas nas terras outrora disputadas, muitas das quais eram mexicanas. Após o estabelecimento da fronteira atual, várias cidades surgiram ao longo desta fronteira e muitos dos cidadãos mexicanos receberam terras livres nas regiões do norte do México em troca do retorno e repovoamento da área.
O Tratado de Guadalupe Hidalgo e outro tratado de 1884 eram os acordos originalmente responsáveis pela colonização da fronteira internacional, ambos especificando que o centro do Rio Grande era a fronteira - independentemente de quaisquer alterações nos canais ou bancos. O Rio Grande deslocou-se para o sul entre 1852 e 1868, ocorrendo a mudança mais radical no rio após uma inundação em 1864. Em 1873, a fronteira do centro fluvial em movimento cortou aproximadamente 2,4 quilômetros quadrados (590 acres) do território mexicano no rio El Área de Paso-Juarez, com efeito, transferindo a terra para os Estados Unidos. Por um tratado negociado em 1963, o México recuperou a maior parte dessas terras no que ficou conhecido como a disputa Chamizal e transferiu 1,07 quilômetros quadrados (260 acres) em troca dos Estados Unidos. Tratados de fronteira são administrados em conjunto pela Comissão Internacional de Fronteiras e Água (IBWC), que foi criada em 1889 para manter a fronteira, alocar águas fluviais entre as duas nações e fornecer controle de enchentes e saneamento de água. Outrora visto como um modelo de cooperação internacional, nas últimas décadas, o IBWC tem sido fortemente criticado como um anacronismo institucional, subvertido por questões sociais, ambientais e políticas modernas.
O desenvolvimento econômico da região fronteiriça no lado mexicano da fronteira dependia em grande parte de sua proximidade com os Estados Unidos, devido a seu afastamento dos centros comerciais no México. Durante os anos do presidente mexicano Porfirio Díaz, entre 1876 e 1910, as comunidades fronteiriças prosperaram, devido principalmente a laços estreitos com os Estados Unidos, e o apoio do governo mexicano a investimentos financeiros dos Estados Unidos. Foram construídas estradas de ferro que conectaram os estados do norte do México mais aos Estados Unidos do que ao México e a população cresceu tremendamente. A indústria de mineração também se desenvolveu, assim como o controle dos Estados Unidos. No início do século XX, as empresas dos Estados Unidos controlavam 81% da indústria de mineração e haviam investido 500 milhões de dólares na economia mexicana, 25% nas regiões de fronteira.

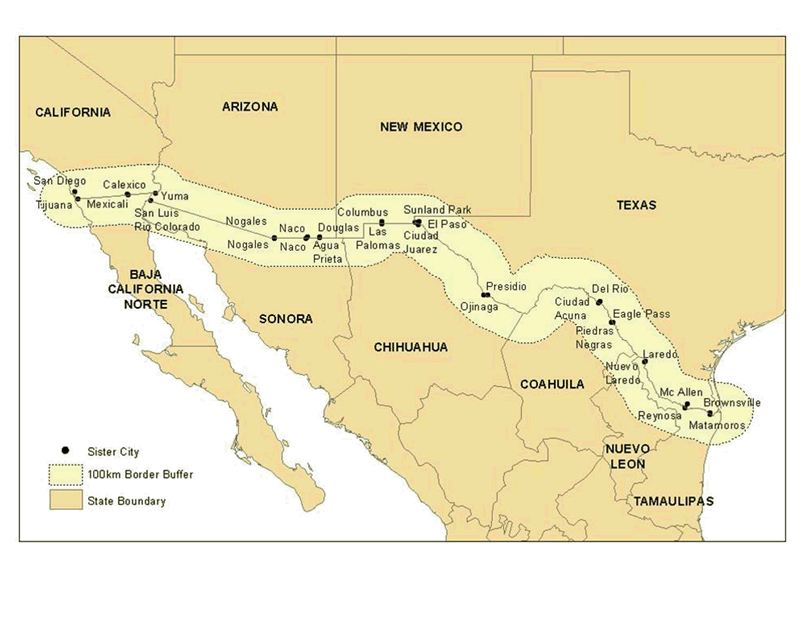
Região fronteiriça de 100 km

A Revolução Mexicana, causada pelo menos parcialmente pela animosidade em relação à propriedade estrangeira de propriedades mexicanas, começou em 1910. A Revolução aumentou a instabilidade política no México, mas não diminuiu significativamente o investimento dos Estados Unidos. No entanto, reduziu o desenvolvimento econômico dentro do México e as regiões fronteiriças refletiram isso. À medida que a infra-estrutura das comunidades do lado dos Estados Unidos continuava a melhorar, o lado mexicano começou a ficar para trás na construção e manutenção de importantes redes e sistemas de transporte necessários ao desenvolvimento municipal.
Na primeira década do século XXI, "cruzadores ilegais de fronteira" causaram ou afetaram a extinção de vários incêndios florestais perto da fronteira no Arizona.

## Segurança

### Antecedentes
Dados do relatório anual de 2010 da Agência de Patrulha da Fronteira dos Estados Unidos (USBP) mostram que, entre o número total de travessias de fronteira sem documentação de vários países para os Estados Unidos, 90% eram do México. Além disso, existem mais de 6 milhões de mexicanos indocumentados residindo nos Estados Unidos. A fronteira, com seus 3.140 quilômetros (1.950 milhas) de extensão, tem uma taxa muito alta de travessias migratórias documentadas e não documentadas a cada ano. Com uma taxa tão alta de pessoas atravessando anualmente para os Estados Unidos, o país investiu em várias medidas de segurança distintas.
Em 2010, devido à insegurança e instabilidade na fronteira sul do presidente dos EUA, Barack Obama assinou uma lei de apropriação, que deu à Alfândega e Proteção de Fronteiras, especificamente a Patrulha da Fronteira dos EUA, 600 milhões de dólares para implementar e melhorar a segurança. O governo dos EUA investiu muitos milhões de dólares em segurança nas fronteiras, embora isso não tenha impedido a imigração ilegal nos Estados Unidos. Em junho de 2018, o governo dos EUA anunciou a instalação do sistema de reconhecimento facial para monitorar as atividades do imigrante.

### Imposição de fronteira

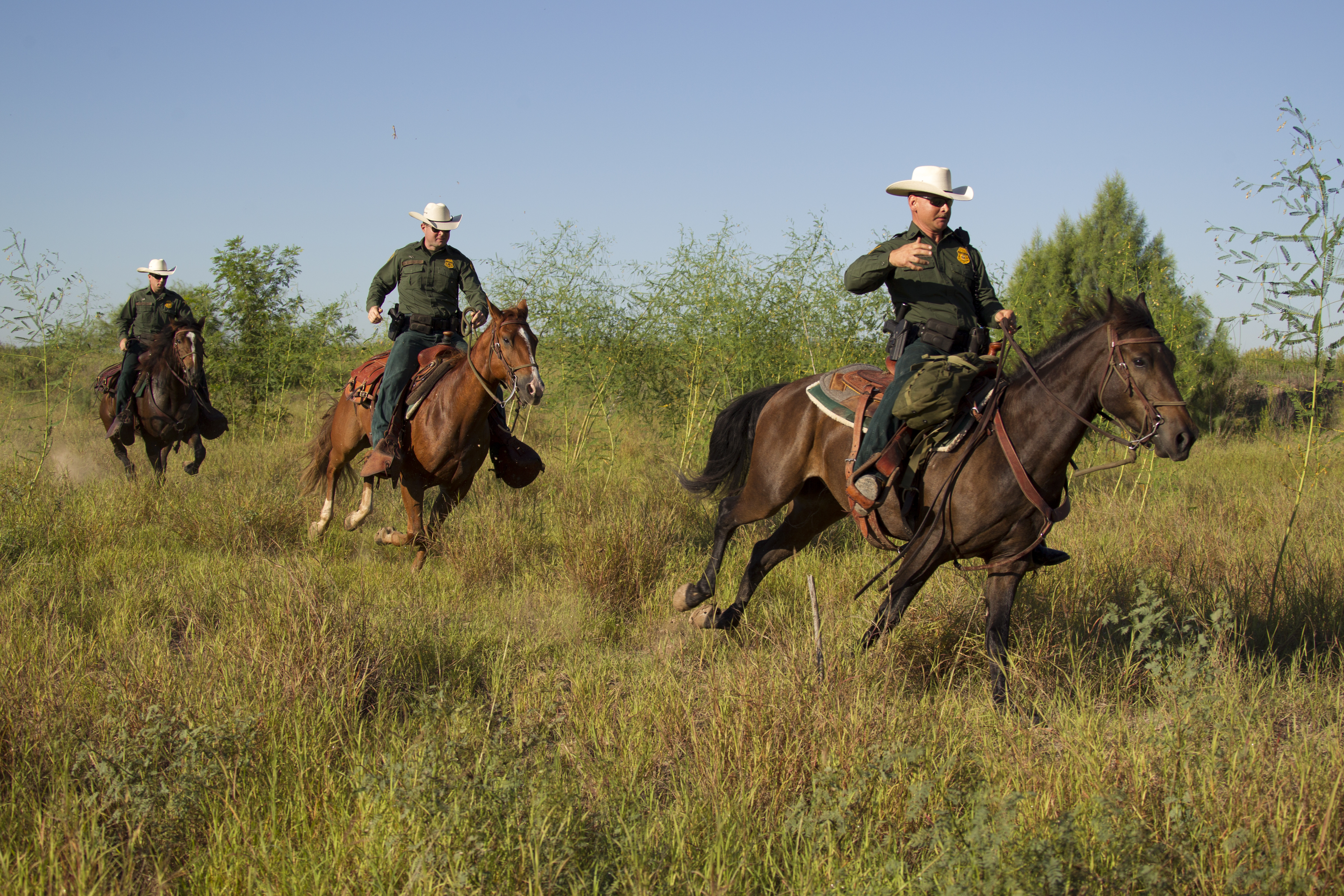
Agentes de patrulha de fronteira no sul do Texas em 2013.

Embora a Patrulha de Fronteira tenha mudado muito desde a sua criação em 1924, sua principal missão permanece inalterada: detectar e impedir a entrada ilegal de imigrantes nos Estados Unidos. Juntamente com outros policiais, a Patrulha de Fronteira ajuda a manter fronteiras que funcionam - facilitando o fluxo de imigração legal e bens, ao mesmo tempo em que previne o tráfico ilegal de pessoas e o contrabando. Em 2012, agentes da Patrulha realizaram mais de 364.000 detenções de pessoas que entraram ilegalmente no país. Um sucesso considerável foi alcançado para restaurar a integridade e a segurança na fronteira sudoeste, implementando uma estratégia de controle de fronteiras. Entre eles estão Operation Gatekeeper, em San Diego, Califórnia, Operação Hold the Line, em El Paso, Texas, Operação Rio Grande, em McAllen, Texas, Operation Safeguard, em Tucson, AZ, EUA. A fronteira tem o maior número de cruzamentos legais registrados de qualquer fronteira terrestre do mundo. Mais de cinco milhões de carros e caminhões viajam pela fronteira anualmente.
De acordo com Vulliamy, um em cada cinco cidadãos mexicanos irá visitar ou trabalhar nos Estados Unidos em algum momento da sua vida. A partir de 2010, a fronteira é guardada por mais de vinte mil agentes da Patrulha da Fronteira, mais do que em qualquer época de sua história. No entanto, eles só têm "controle efetivo" de menos de 1.100 quilômetros (680 mi) dos 3.145 km (1.954 mi) da fronteira total, com a capacidade de prevenir ou impedir entradas ilegais ao longo de 208 km ( 129 mi) dessa fronteira. A fronteira é paralela aos pontos de verificação do interior da Patrulha de Fronteira dos Estados Unidos nas principais estradas, geralmente entre os 40 e os 121 km do lado norte-americano da fronteira, e geralmente dentro de 50 km da fronteira no lado mexicano.

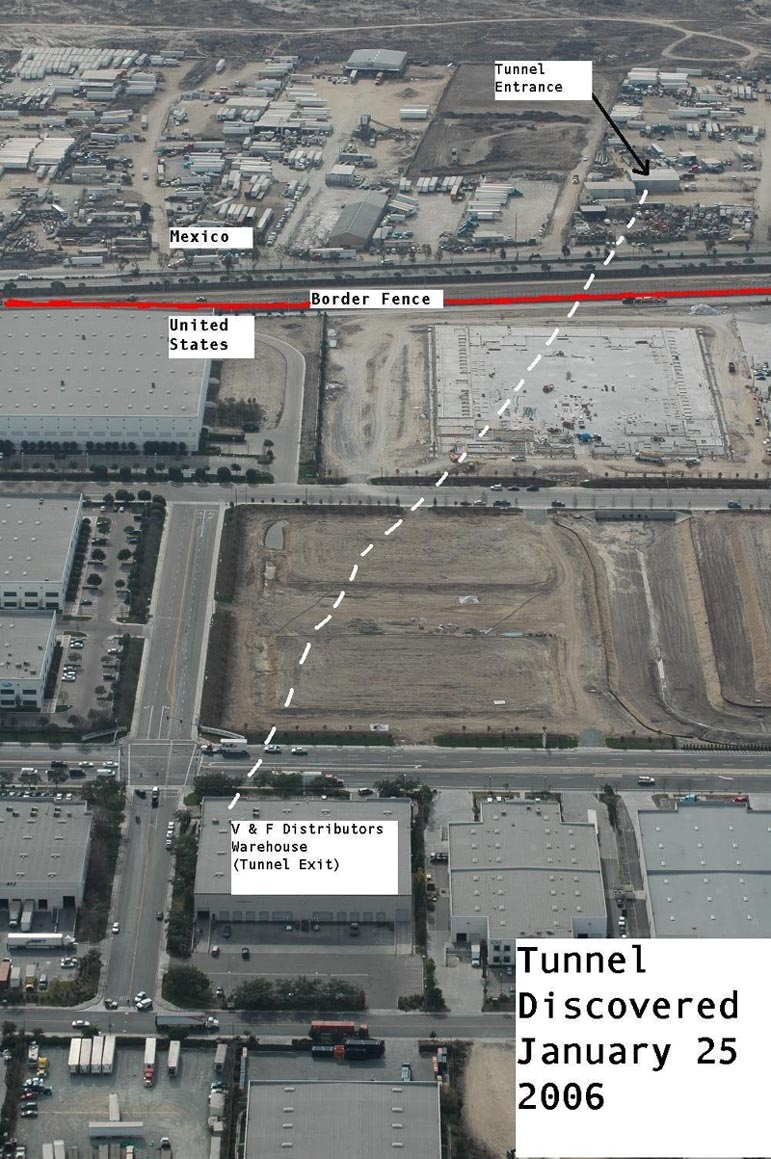
Túnel de narcotráfico sob a fronteira EUA-México usado pelo Cartel de Sinaloa

Há cerca de meio milhão de entradas ilegais nos Estados Unidos a cada ano. A atividade da Patrulha de Fronteira está concentrada em torno de cidades fronteiriças como San Diego e El Paso, que possuem extensa cerca de fronteira. Isso significa que o fluxo de imigrantes ilegais é desviado para áreas rurais montanhosas e desérticas, levando a várias centenas de mortes de migrantes ao longo da fronteira México-EUA, daqueles que tentam atravessar ilegalmente os Estados Unidos a partir do México e vice-versa. Trabalho indocumentado contribui com US $ 395 bilhões para a economia todos os anos. Enquanto os EUA são a favor da imigração, o aumento da imigração indocumentada deu à fronteira uma imagem negativa. Existem cerca de 11,5 milhões de trabalhadores sem documentos nos EUA hoje, e 87% dos imigrantes indocumentados vivem nos EUA há mais de 7 anos. As economias locais que se desenvolvem no lado mexicano capitalizam não apenas as habilidades disponíveis, mas também os materiais disponíveis, geralmente descartados. Pequenas empresas negociam roupas compradas à libra e papelão dos Estados Unidos. Alguns itens, como os pneus usados encontrados em todos os lugares ao longo da fronteira, são transformados em certos itens que sustentam as economias locais e definem uma fronteira.
A Lei de Cerca Segura de 2006 foi aprovada, prevendo a construção de 700 milhas (1.100 km) de cercas de alta segurança. As tentativas de concluir a construção da barreira México-Estados Unidos foram contestadas pelo governo mexicano e por várias organizações dos EUA.
Em janeiro de 2013, o Government Accountability Office divulgou um relatório afirmando que a Patrulha de Fronteira dos Estados Unidos interceptou apenas 61% dos indivíduos que atravessavam ilegalmente a fronteira em 2011, o que se traduziu em 208.813 indivíduos não interceptados. 85.827 dos 208.813 entrariam ilegalmente nos Estados Unidos, enquanto o restante retornaria ao México e a outros países da América Central. O relatório também mostrou que o número de travessias ilegais de fronteira caiu.

### Incursões na fronteira

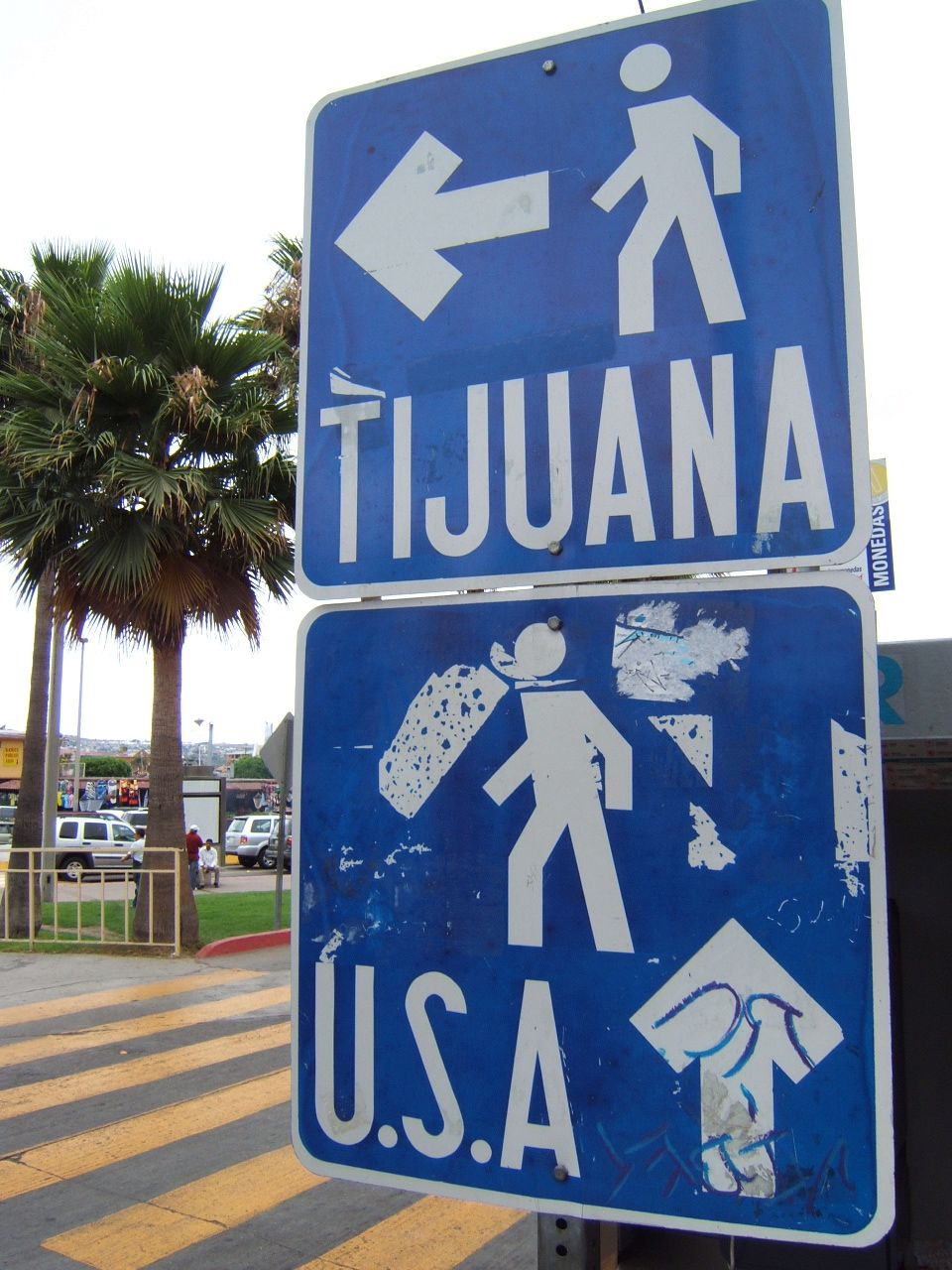
Fronteira para pedestres em Tijuana, Baja California.

Segundo a Patrulha de Fronteira dos EUA, as apreensões de centro-americanos na fronteira EUA-México reduziram de 70.000 para 55.000 tentativas de migrantes ilegais de 2007 a 2011. Posteriormente, o número de apreensões aumentou dramaticamente para 95.000 em 2012, 150.000 em 2013 e 220.000 em 2014 O aumento das apreensões poderia ter sido devido à melhoria na segurança das fronteiras, devido a um aumento dramático nas tentativas de travessia, ou ambos.
De acordo com os meios de comunicação, no ano fiscal de 2006, havia 29 incursões confirmadas de fronteira por funcionários do governo mexicano, dos quais dezessete eram de indivíduos armados. Desde 1996, houve 253 incursões de funcionários do governo mexicano. Em 2014, o Departamento de Segurança Interna dos EUA informou ao Representante da Califórnia Duncan D. Hunter que, desde 2004, houve 300 incursões de fronteira documentadas, o que resultou na detenção de 131 indivíduos.
O Washington Times informou que no domingo, 3 de agosto de 2008, militares mexicanos que cruzaram para o Arizona a partir do México encontraram um agente da Patrulha de Fronteira dos EUA, a quem mantiveram sob a mira de uma arma. Mais tarde, os soldados retornaram ao México, quando agentes auxiliares da Patrulha da Fronteira vieram investigar.

### Desacordos sobre a necessidade de mais recursos
Os proponentes de maiores gastos na fronteira argumentam que continuar o acúmulo é necessário devido ao aumento da violência e do tráfico de drogas do México transbordando para os Estados Unidos. No entanto, críticos como o Washington Office on Latin America (WOLA) argumentaram que o número decrescente de passagens de fronteira só pode ser parcialmente atribuído às medidas de segurança dos EUA. Fatores não intencionais, como uma economia enfraquecida dos EUA na esteira da crise financeira de 2008 e o aumento da violência no norte do México, tornaram a tentativa de cruzamentos ilegais de fronteira mais arriscada e menos recompensadora.

### No contexto da administração Trump
Em 2016, Donald Trump, na época o candidato presidencial republicano na então iminente eleição nos EUA, declarou repetidamente que queria construir um muro ao longo da fronteira, com o propósito de controle de imigração. Ele declarou que o México seria forçado a pagar pelo muro inteiro. Após sua estréia em 20 de janeiro de 2017, em 25 de janeiro, o presidente Trump assinou a Ordem Executiva 13767 para permitir a construção do muro. Pouco depois, o presidente mexicano afirmou que o México não vai pagar pelo muro. Trump planejava se encontrar com o presidente mexicano Enrique Peña Nieto em 27 de janeiro, em Washington, D.C., para discutir tópicos que incluem segurança nas fronteiras. A reunião foi cancelada por Peña Nieto e, pouco depois, Trump anunciou que pretendia impor uma tarifa de 20% sobre os bens mexicanos para efetivamente pagar pelo muro.
No final de 2017, o México não havia firmado qualquer acordo para pagar qualquer quantia do muro, e nenhuma nova tarifa sobre produtos mexicanos havia sido considerada pelo Congresso dos EUA. Também o Congresso dos EUA não se apropriou do financiamento para um muro, e nenhuma nova construção de muros começou além do que já estava planejado durante o governo Obama.
Em 20 de setembro de 2017, o Procurador Geral da Califórnia, Becerra, entrou com uma ação alegando que o governo Trump extrapolou seus poderes para acelerar a construção de um muro fronteiriço.
Em junho de 2018, o governo Trump colocou em prática uma política de separar pais de seus filhos na fronteira mexicana. Também em junho, a mídia informou que aqueles que se apresentaram em um porto oficial de entrada nos EUA para pedir asilo estavam "sendo rejeitados e disseram que não há espaço para eles agora".

### Muro proposto
Um trabalho na construção de um protótipo de parede foi iniciado. De acordo com a agência de alfândega e proteção de fronteiras dos Estados Unidos, quatro grandes empresas de construção vão concorrer ao contrato. Essas empresas primeiro produzirão protótipos do muro dentro de um mês antes de receber um contrato completo. O custo de cada protótipo é estimado em US$ 400.000 a US$ 500.000, e a agência de proteção alfandegária e de fronteiras terá US$ 20 milhões para usar na produção desses protótipos. O presidente Trump pediu ao Congresso para designar US $ 1,6 bilhão para construir o muro este ano, mas o Congresso aprovou apenas US $ 341 milhões para manter o muro existente ao longo da fronteira e ainda aprovar um orçamento para o muro recém-proposto.
O custo exato da parede recém-proposta ainda não está claro, mas muitos especialistas na questão previram que a manutenção por si só tornaria proibitivo o custo da parede da fronteira. Existem diferentes opiniões e estimativas de custos para a construção da parede. A administração Trump estimou o custo do muro em US$ 12 bilhões, mas o Departamento de Segurança Interna estimou o custo em US $ 21,6 bilhões. De acordo com um relatório, o muro proposto custaria até US$ 70 bilhões, uma diferença significativa. Não há também nenhuma decisão sobre a estrutura real da parede, mas de acordo com o Departamento de Segurança Interna, a parede teria entre 5,5 e 9,1 m de altura e 1,8 m de profundidade até 6 m dissuadir os traficantes de drogas de construir túneis.

### Assistência humanitária ao longo da fronteira

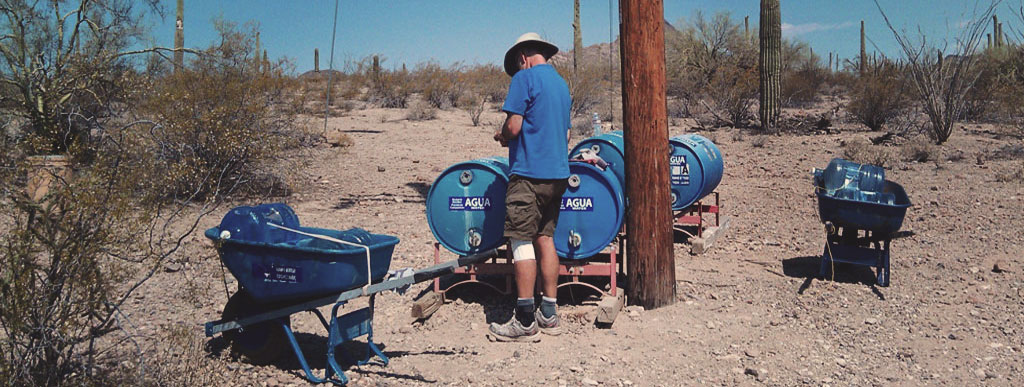
Um voluntário do grupo Humane Border reabastecendo tambores de água localizadas no deserto da fronteira EUA-México.

Entre a diversidade da assistência humanitária ao longo da fronteira EUA-México, há grupos que adotam uma abordagem mais prática. As fronteiras humanitárias, são todos os grupos humanitários que fornecem água para reduzir as mortes de imigrantes por desidratação que estão viajando pelo deserto do Arizona. Apesar de ter um objetivo comum, uma política aprovada em 2010 pela agência federal americana Fish and Wildlife permitiu que tambores de água com 55 galões de água fossem colocados em estradas de áreas perturbadas, que apóia o método de Humane Borders e os métodos de No More Deaths and Samaritans que colocam jarras em um galão de água penduradas nas árvores.
Em contraste, existem outros grupos humanitários cujo objetivo é criar comunidades mais saudáveis ao longo da fronteira entre os EUA e o México. Devido a uma taxa de incidência de HIV e tuberculose sendo maior em cidades fronteiriças como El Paso, Texas e Ciudad Juarez, Sonora do que em nível nacional em ambos os países, a Iniciativa Nuestra Casa, desenvolvida com a ajuda do Projeto Concern International, EUA. A Agência para o Desenvolvimento Internacional, a Aliança de Colaboração na Fronteira, Dra. Eva Moya e Damien Schumman, tentaram combater as disparidades de saúde usando uma estratégia transfronteiriça que se movia em torno de uma exposição proeminente em vários museus e universidades. Similarmente, os Grupos de Ação Especial como parte da Iniciativa Estratégica de Saúde Fronteiriça criada pela Universidade do Arizona com outros grupos ajudaram a criar uma comunidade hispânica mais saudável nas cidades fronteiriças do Arizona, criando mudanças de políticas e infra-estrutura tanto no fator público quanto privado. Esses grupos forneceram assistência humanitária para combater a proeminência do diabetes tipo 2 entre a comunidade hispânica desde que eles adquiriram uma subvenção em bloco para novas trilhas para caminhadas e incentivaram escolas públicas de ensino fundamental a fornecerem escolhas alimentares mais saudáveis para os estudantes.
Essas comunidades hispânicas não apenas enfrentam desigualdades na saúde, mas também desigualdades políticas. A necessidade de mudança política foi tão grande que encorajou as mulheres hispânicas a se engajar no ativismo em nível local. O Grupo de Ação de Vizinhança em Chula Vista, Califórnia, é um dos grupos que atraiu a ajuda das mulheres hispânicas locais para implementar uma perspectiva feminista no ativismo, apesar dos obstáculos sociais e econômicos, bem como do Projeto de Lei Assembly No. 775, de 2005 que proibia crianças sendo usadas como intérpretes. Esses grupos humanitários implementaram várias estratégias para perseguir seus objetivos que, em última análise, tentam combater o número de mortes e abusos de imigrantes na detenção de imigrantes, mesmo que isso signifique a criminalização e níveis mais altos de discriminação contra eles. No que diz respeito à assistência humanitária ao longo da fronteira EUA-México no lado do México, a maioria dos grupos humanitários se concentra em ajudar os deportados. À medida que as taxas de deportação continuam a aumentar drasticamente, “a deportação de muitos indivíduos está se tornando cada vez mais notável” nas ruas das cidades do México. Como resultado, muitos grupos humanitários se formaram ao longo das cidades do México, onde indivíduos indocumentados são deportados, como Nogales, no México. Os grupos humanitários consistem em comunidades religiosas e principalmente organizações sem fins lucrativos que ajudam os exilados deportados. Não apenas os deportados estão esgotados, mas também muitos deles não têm nenhum recurso com eles, como dinheiro, comida ou informações familiares que possam ajudá-los. Isso muitas vezes os leva a ficarem sem lar e passar dias sem comer. Eles costumam ficar desabrigados porque "não sabem para onde se dirigir para receber uma refeição, encontrar abrigo e fazer um telefonema". Junto com eles chegando sem esses recursos, muitos imigrantes "encontram-se em perigo" Fatores contribuintes que podem tê-los deixado devastados podem ser separados de "membros da família ou incapacidade de trabalhar legalmente nos Estados Unidos". Portanto, o principal objetivo dos grupos humanitários no lado mexicano da fronteira é criar um caminho para o apoio de transição, como fornecer comida, abrigo, roupas, ajuda legal e serviços sociais aos deportados. Além disso, existem grupos humanitários que fornecem refeições e abrigos aos deportados de acordo com seus documentos de deportação. Grupos humanitários ao longo da fronteira no México são El Comedor, Nazareth House, Camino Juntos, La 72 e FM4: Paso Libre.

## Políticas da zona de fronteira

### Departamento de Segurança Interna Proteger a Iniciativa de Fronteira

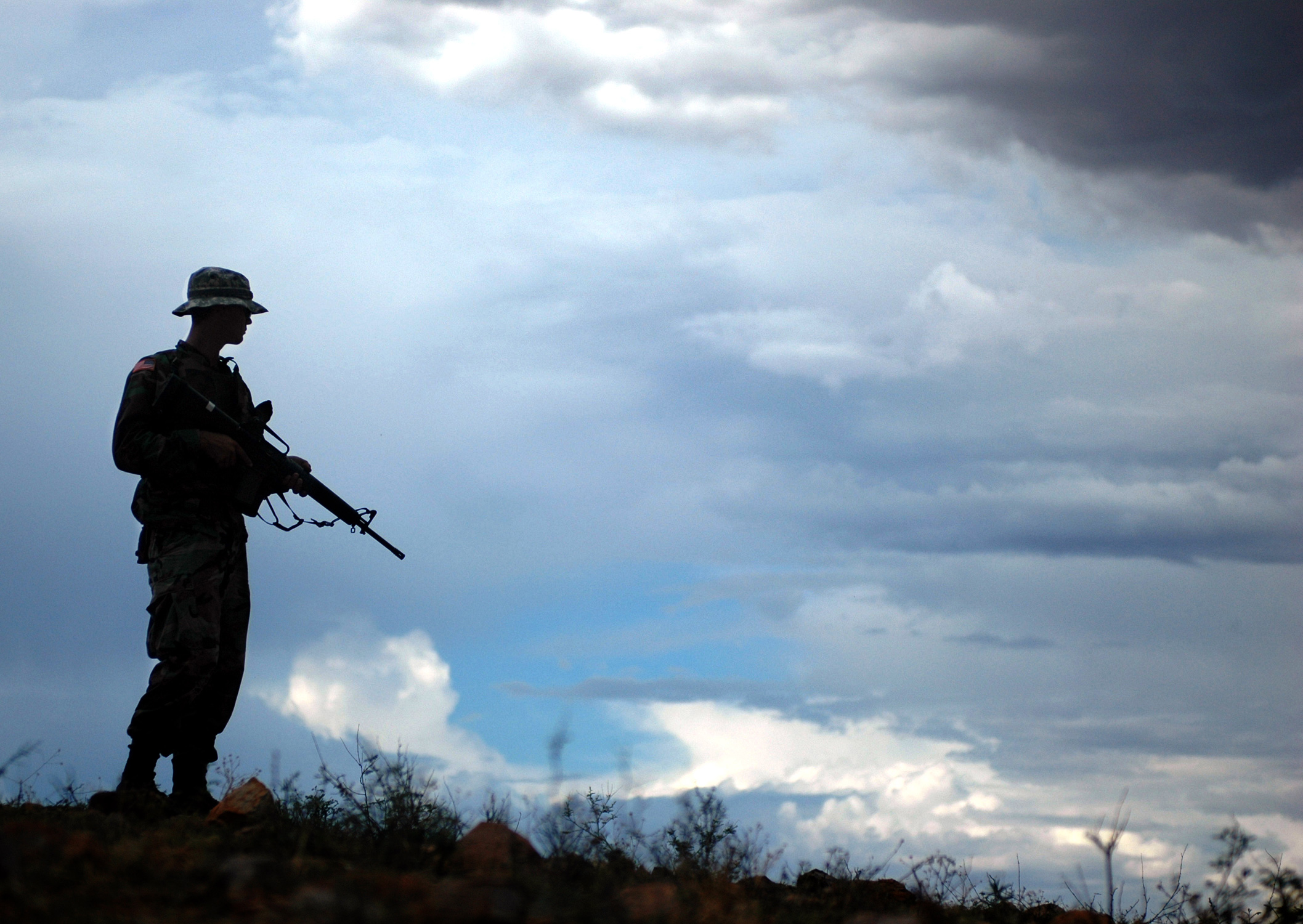
Membro da Guarda Nacional do Exército dos EUA que trabalha com a Patrulha de Fronteira dos EUA em apoio à Operação Jump Start, Arizona, julho de 2006.

Um Plano Estratégico Nacional de Patrulhamento de Fronteiras foi desenvolvido pela primeira vez em 1994 para lidar com o fato de que as fronteiras estavam sendo invadidas por imigrantes ilegais e traficantes de drogas. Em seguida, foi atualizado em 2004 e 2012. Em 2004, a estratégia atualizada concentrou-se em estruturas de comando, inteligência e vigilância, fiscalização e implantação de agentes da Patrulha de Fronteira dos EUA para responder melhor às ameaças na fronteira. O planejamento estratégico levou a um maior desenvolvimento de políticas para o Departamento de Segurança Interna, que levou à Iniciativa de Fronteiras Seguras (SBI) em 2005 para proteger as fronteiras dos EUA e reduzir a migração ilegal. Os principais componentes do SBI tratavam de preocupações com pessoal, capacidade de remoção, vigilância e infraestrutura tática e fiscalização interna.
Um componente adicional foi “aplicação de alta conseqüência”, que não foi objeto de um documento formal de política pública. Havia a permissão, historicamente, para o retorno voluntário de indivíduos apreendidos na fronteira por agentes da Patrulha da Fronteira. Esses retornos voluntários, após o SBI de 2005, foram limitados a três “resultados de alta consequência”.
Um "resultado de alta consequência" foi a remoção formal, o que significa que o indivíduo seria considerado inelegível para um visto por pelo menos cinco anos e sujeito a acusações criminais se for pego entrando ilegalmente. A Lei de Imigração e Nacionalidade permitiu que estrangeiros fossem formalmente removidos com “processamento judicial limitado” conhecido como remoção acelerada. O Departamento de Segurança Interna se expandiu entre 2002 e 2006, a remoção acelerada de “indivíduos que entraram nas duas semanas anteriores e foram apreendidos dentro de 100 milhas (160 km) da fronteira”.
Outro "resultado de alta consequência" é o aumento das acusações criminais. O Departamento de Segurança Interna também trabalhou com o Departamento de Justiça para aumentar o número de indivíduos detidos que atravessam ilegalmente a fronteira e que são acusados de crimes. A maioria desses casos é processada pela Operação Streamline. O terceiro "resultado de alta consequência" é conhecido como repatriação remota. Este é o retorno de mexicanos apreendidos a locais remotos pela Patrulha de Fronteira, em vez do porto de entrada mexicano mais próximo.

### Operação Simplificar

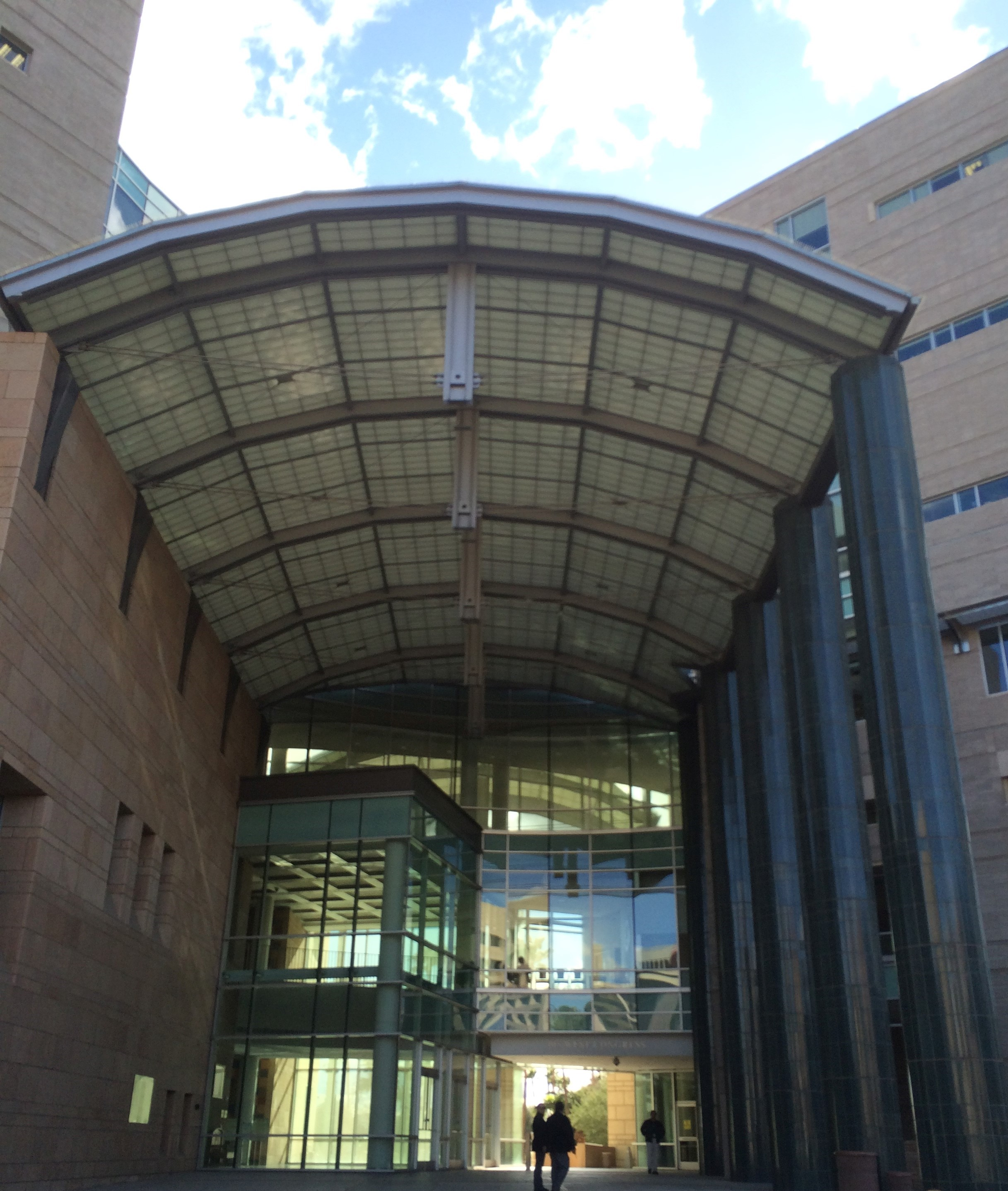
Tribunal federal em Tucson, AZ, onde os procedimentos da Operação Simplificada ocorrem

A Operação Simplificada refere-se coletivamente a políticas de tolerância zero implementadas na fronteira México-EUA que buscam remover imigrantes indocumentados por meio de um processo acelerado caso tenham chegado com uma identificação faltante ou fraudulenta ou tenham sido anteriormente condenados por um crime de imigração.

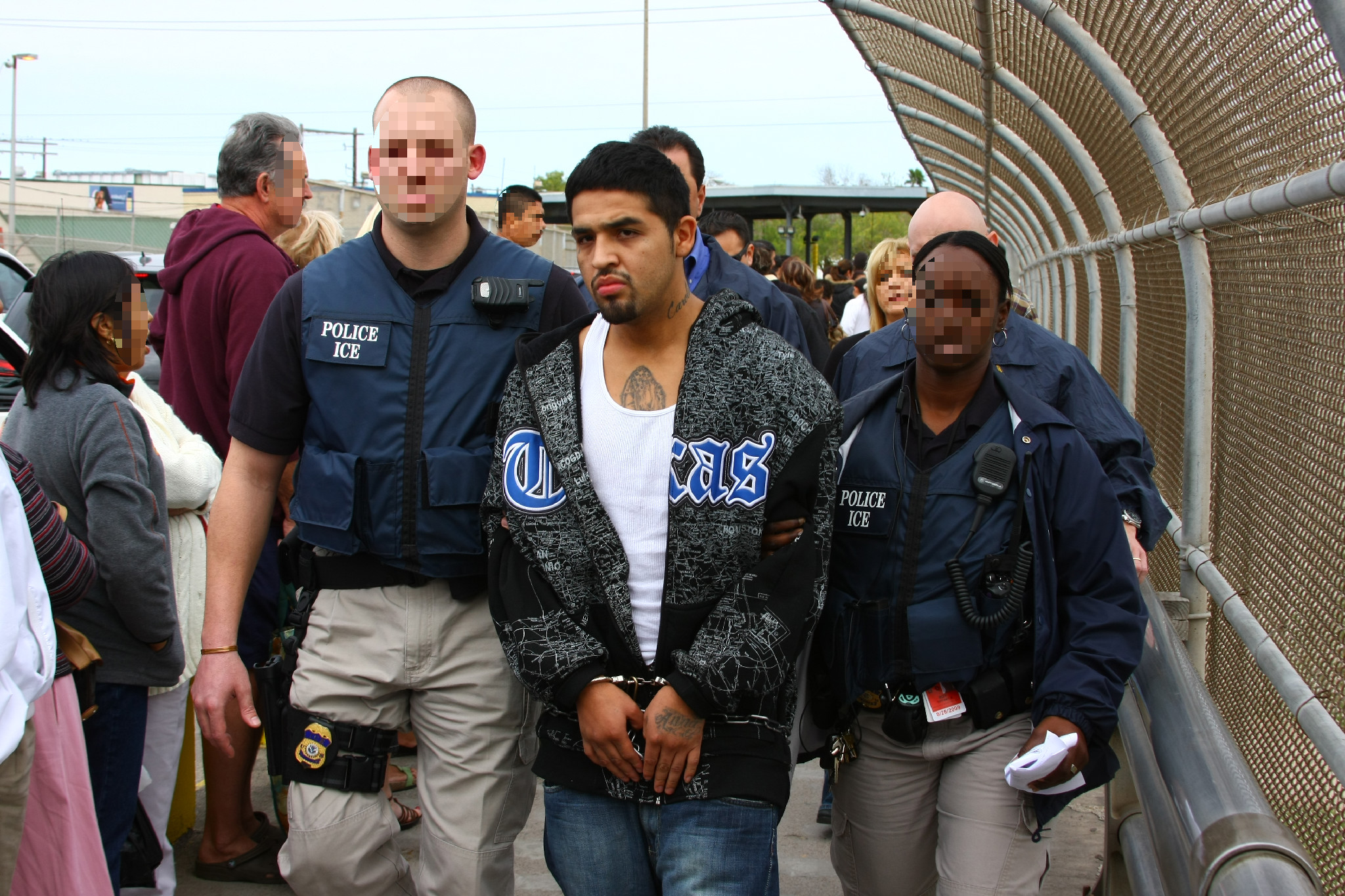
Oficiais do ICE ERO deportando um homem procurado por dois assassinatos no México

### Zona de fronteira de 100 milhas

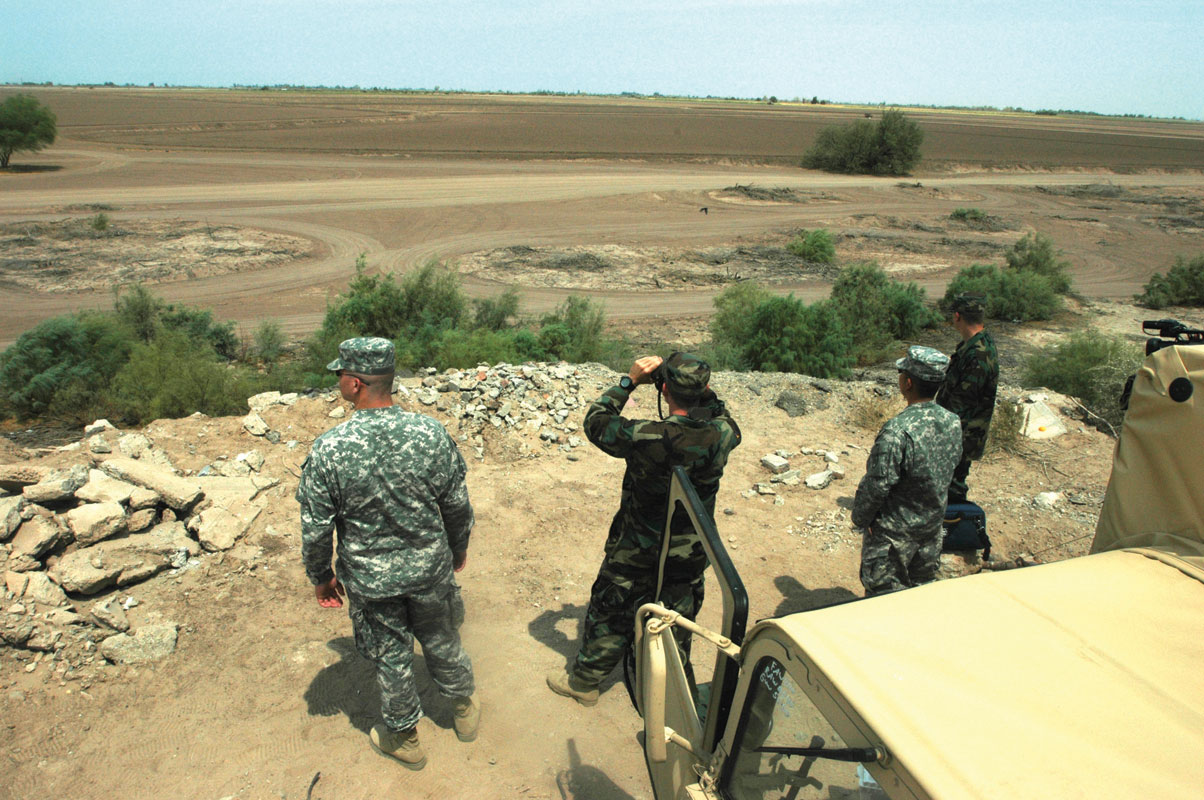
Membros da Guarda Nacional do Exército da Carolina do Norte monitoram a fronteira EUA-México no sudoeste do Arizona.

Os regulamentos que estabelecem a zona de 160 km foram adotados pelo Departamento de Justiça dos EUA como resultado de uma interpretação da Lei de Imigração e Nacionalidade em 1953. Os funcionários da Alfândega e Proteção das Fronteiras (CBP) têm autoridade para pare e pesquise dentro de 100 milhas (160 km) de qualquer limite externo. Isso permite que os funcionários do CBP entrem na propriedade privada sem um mandado dentro de 40 km da fronteira, bem como a operação dos postos de controle.
A zona de 100 milhas ao longo de todas as fronteiras dos EUA abriga dois terços da população do país.
A Quarta Emenda da Constituição dos EUA protege contra busca e apreensão irracionais; no entanto, a exceção de pesquisa de borda significa que isso não se aplica totalmente a fronteiras ou passagens de fronteira (também conhecidas como portas de entrada). Isso significa que grande parte da população dos EUA está sujeita aos regulamentos do CBP para parar e pesquisar. A Zona de Fronteiras de 100 Milhas inclui dois terços da população, a maioria das maiores cidades dos Estados Unidos e vários estados inteiros (Connecticut, Delaware, Flórida, Hawaii, Maine, Massachusetts, Michigan, Nova Hampshire e Nova Jérsia).
Existem alguns limites para a capacidade de funcionários do CBP de parar e pesquisar. Por exemplo, os funcionários da CBP não estão autorizados a parar ninguém sem uma suspeita razoável de violação de imigração ou crime, ou procurar veículos sem mandado ou causa provável. A ACLU, no entanto, descobriu que os funcionários do CBP rotineiramente ignoram ou entendem mal os limites da autoridade, e isso é composto por treinamento inadequado, falta de supervisão e incapacidade de responsabilizar os funcionários por abuso - o abuso de autoridade é comum.

### História
A Operação Simplificação foi implementada pela primeira vez em Del Rio, Texas, em 2005. Desde então, o programa expandiu-se para quatro dos cinco distritos judiciais federais na fronteira EUA-México: Yuma, Arizona; Laredo, Texas; Tucson, Arizona; e Rio Grande Valley, Texas.
Anteriormente, os imigrantes detidos na fronteira tinham a opção de regressar voluntariamente ao seu país de origem ou eram colocados em processos de imigração civil. Após a implementação do Operation Streamline, quase todas as pessoas detidas na fronteira que são suspeitas de terem atravessado ilegalmente estão sujeitas a processos criminais. Réus que são acusados de cruzar os EUA ilegalmente são julgados em massa para determinar sua culpa. Os advogados de defesa geralmente são responsáveis por representar de seis a quarenta imigrantes de uma só vez. Cerca de 99% dos réus no processo da Operação Streamline se declaram culpados. Os réus são acusados de contravenção se forem condenados por cruzar a fronteira ilegalmente pela primeira vez, e um delito grave se for uma ofensa reincidente.
Em dezembro de 2009, foi decidido nos Estados Unidos contra Roblero-Solis que processos judiciais em massa, como os da Operação Streamline, violavam a regra 11 das Normas Federais de Processo Penal. A regra 11 estabelece que o tribunal deve determinar que uma confissão seja voluntariamente feita dirigindo-se ao réu pessoalmente no tribunal. O caso Roblero-Solis determinou que “pessoalmente” significa que o juiz deve se dirigir ao acusado de maneira pessoal. Embora muitos tribunais tenham mudado seus procedimentos para se adaptar à decisão, ainda existem formas de julgamentos em massa praticados na fronteira.

### Suporte e críticas
Os proponentes da Operação Streamline afirmam que a perseguição mais dura tem sido um fator importante para dissuadir os imigrantes de atravessarem a fronteira ilegalmente. As apreensões diminuíram em certos setores depois de 2005, o que é visto como um sinal de sucesso. Por exemplo, o setor de Del Rio, no Texas, teve um declínio de 2005 a 2009 de 75% (de 68.510 para 17.082). Da mesma forma, as apreensões diminuíram em 95% (de 138.438 a 6.951) em Yuma, Arizona, de 2006 a 2009.
Críticas à Operação Simplificar apontam para o uso pesado do programa de cortes federais e recursos de execução como um aspecto negativo. Além disso, a acusação de todos os cruzamentos ilegais de fronteira afasta o foco de processar crimes mais graves. Eles alegam que o custo do programa é muito alto para a eficácia do trabalho que está realizando. Em resposta à alegação de que a Operação Simplificada é um elemento de dissuasão eficaz, os críticos do programa afirmam que os incentivos para cruzar a fronteira para trabalhar ou estar com a família são muito mais fortes.

## Ambiente

### História
O Acordo de Cooperação para a Proteção e Valorização do Ambiente na fronteira, conhecido como o Acordo de La Paz, foi assinado em lei em 14 de agosto de 1983 e adquiriu força executória em 16 de fevereiro de 1984. Este acordo para proteger o meio ambiente é a base política entre os EUA e o México para 4 programas subseqüentes. Cada programa abordou a destruição ambiental na região fronteiriça resultante da ascensão da maquiladora indústrias, aqueles que migraram para o norte do México para trabalhar nas indústrias, a falta de infra-estrutura para acomodar as pessoas, regulamentações frouxas do México sobre todos esses fatores, o transbordamento resultante para os EUA e as próprias tendências ambientalmente destrutivas dos EUA. Os programas foram: IBEP (1992), Fronteira XXI (1996), Fronteira 2012 (2003) e Fronteira 2020 (2012).

### Impactos do muro na vida selvagem
Em 2006, durante a presidência de George W. Bush, o Congresso aprovou a Lei de Cerca Segura, que permitia ao Departamento de Segurança Interna erguer uma cerca de fronteira ao longo dos Estados Unidos e da fronteira com o México. Um total de US $ 2,2 bilhões foi alocado para construir este muro em cinco áreas diferentes da fronteira. O Congresso também aprovou uma lei diferente, chamada REAL ID Act, que deu ao Departamento de Segurança Interna a aprovação para construir o muro sem levar em consideração as questões ambientais e legais relacionadas ao muro. O Congresso dos EUA insistiu que o ato foi aprovado em nome da segurança nacional do país.
Segundo uma delegação de gestores de parques e refúgios do Arizona, biólogos da fauna silvestre e conservacionistas que estudaram a fronteira entre os dois países concluíram que construir um muro ao longo da fronteira com o México também terá impactos negativos no meio ambiente da região. Eles argumentaram que a parede da fronteira afetará negativamente a vida selvagem no deserto de Sonora, incluindo plantas e animais. Naturalmente, os animais não tendem a ficar em um só lugar e, em vez disso, eles aceleram para vários lugares para a água, plantas e outros meios, a fim de sobreviver. O muro restringiria os animais a um território específico e reduziria suas chances de sobrevivência. De acordo com Brian Segee, um advogado da equipe de Ativistas da Vida Selvagem diz que, exceto os pássaros voando alto, o resto dos animais não seria capaz de se mover para outros lugares devido à parede ao longo da fronteira. Por exemplo, os participantes deste estudo argumentaram que alguns dos tipos de animais, como javelinas, jaguatiricas e antilocapra não seria capaz de se mover livremente ao longo das áreas de fronteira. Também restringiria o movimento de onças-pintadas das florestas ocidentais de Sierra Madre para as partes do sudoeste dos Estados Unidos. Segundo Brian Nowicki, biólogo de conservação do Centro de Diversidade Biológica, existem 30 espécies de animais que vivem no Arizona e em Sonora, que enfrentam perigo e que seu movimento para encontrar novos habitats e fontes de sobrevivência seria restringido pela parede da fronteira.

## Viagem

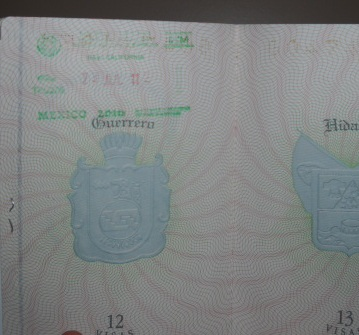
Carimbo de passaporte na chegada a Tijuana, fronteiriça terrestre de Baixa Califórnia

### Iniciativa de Viagem do Hemisfério Ocidental
No final de 2006, o Departamento de Segurança Interna dos Estados Unidos (DHS) anunciou uma regra relativa a novos requisitos de identificação para cidadãos americanos e viajantes internacionais que entram nos EUA implementados em 23 de janeiro de 2007. Esta regra final e primeira fase da WHTI especificam nove formulários. de identificação, um dos quais é necessário para entrar nos Estados Unidos por via aérea: um passaporte válido; um cartão de passaporte; uma carteira de motorista aprimorada pelo estado ou um cartão de identificação sem motorista melhorado pelo estado (disponível em Michigan, Nova York, Vermont e Washington aprovado pelo Secretário de Segurança Interna; um cartão de programa de viajante confiável (NEXUS, FAST ou SENTRI); um cartão de identificação aprimorado; um cartão de identificação da foto do americano nativo; Formulário I-872 - American Indian Card; um Documento de Marinheiro Mercante válido ao viajar em conjunto com negócios marítimos oficiais; ou um cartão de identificação militar dos EUA válido ao viajar em ordens oficiais.

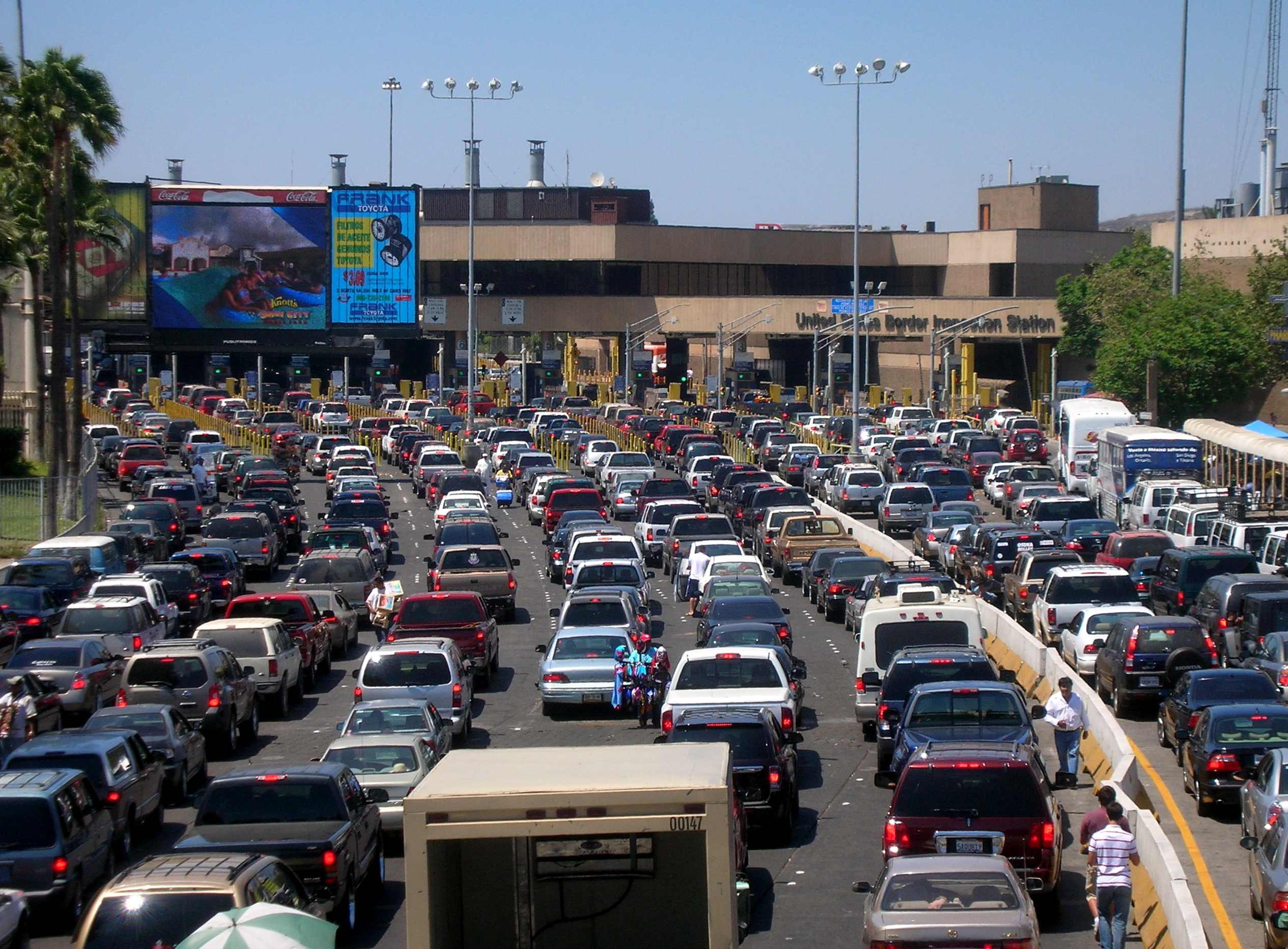
A travessia da fronteira de San Ysidro entre San Isidro e Tijuana

A fronteira entre o México e os Estados Unidos é a fronteira mais movimentada do mundo, especificamente a travessia em San Diego, na Califórnia, para Tijuana, na Baixa Califórnia (15,6 milhas entre as cidades), conhecida como o Porto de Entrada de San Ysidro. Nos EUA, a Interstate 5 cruza diretamente para Tijuana, e o terminal sul da rodovia é esse cruzamento. Em 2005, mais de 17 milhões de veículos e 50 milhões de pessoas entraram nos EUA através da San Isidro. Entre aqueles que entram nos Estados Unidos através de San Ysidro são transfronterizos, Cidadãos americanos que moram no México e frequentam a escola nos Estados Unidos.
Ao longo da costa da Baixa Califórnia, existem bairros de americanos que vivem em Tijuana, Rosarito Beach e Ensenada, cujos moradores diariamente viajam diariamente para os Estados Unidos para trabalhar. Além disso, muitos mexicanos também entram nos Estados Unidos para viajar diariamente para o trabalho. Em 1999, 7,6% da força de trabalho de Tijuana estava empregada em San Diego.

## Barreira
O governo dos EUA tinha planos em 2006, durante o governo Bush, para erigir uma cerca ao longo da fronteira México-EUA. A proposta controversa incluiu a criação de muitas cercas individuais. Quase 600 milhas (970 km) de cerca foram construídas, com cada uma das cercas individuais compostas de aço e concreto. Entre essas cercas estão câmeras e sensores infravermelhos, soldados da Guarda Nacional e equipes da SWAT em alerta, dando origem ao termo "cerca virtual". A construção em cima do muro começou em 2006, com cada quilômetro custando ao governo dos EUA cerca de US $ 2,8 milhões. Em 2010, a iniciativa foi encerrada devido a custos, após a conclusão de 640 milhas (1.030 km) de uma cerca de barreira ou de barreiras de veículos, que eram novas ou tinham sido reconstruídas por cercas mais antigas e inferiores. Os sistemas de radar construídos pela Boeing, torres de vigia e sensores (sem uma cerca ou barreira física) foram descartados por estar acima do orçamento, cheios de falhas e muito atrasados.

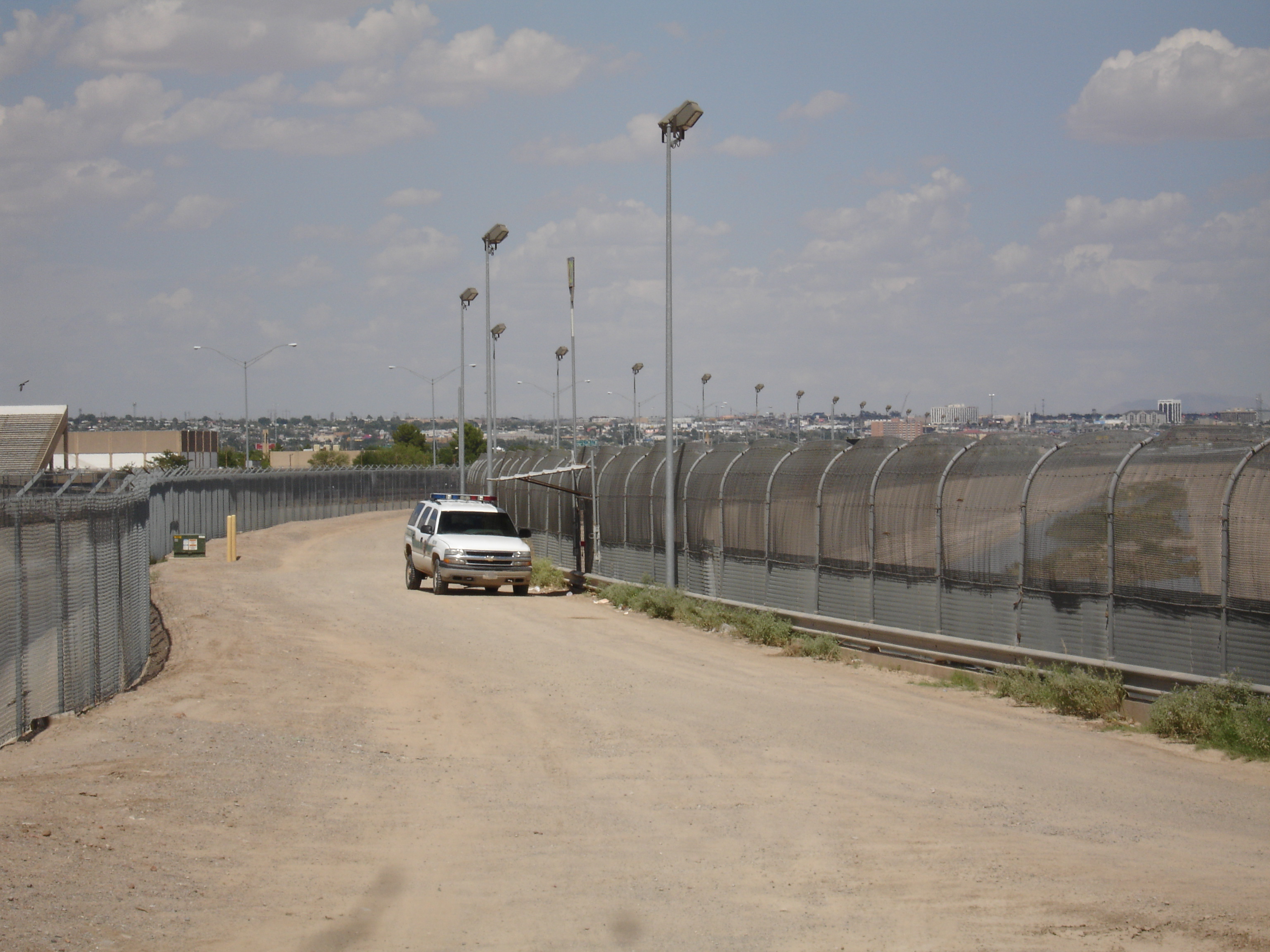
A cerca de fronteira EUA-México perto de El Paso, Texas
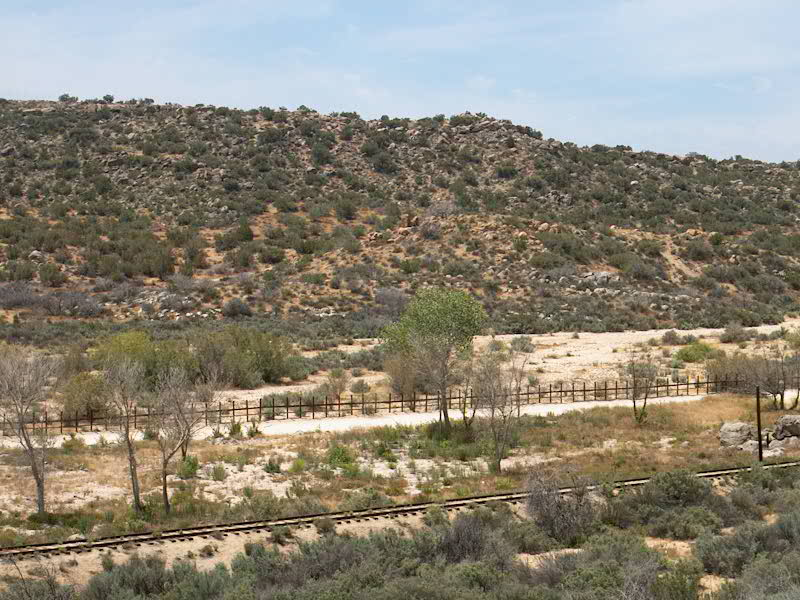
Pedaço da fronteira perto de Jacumba, Califórnia, em 2003
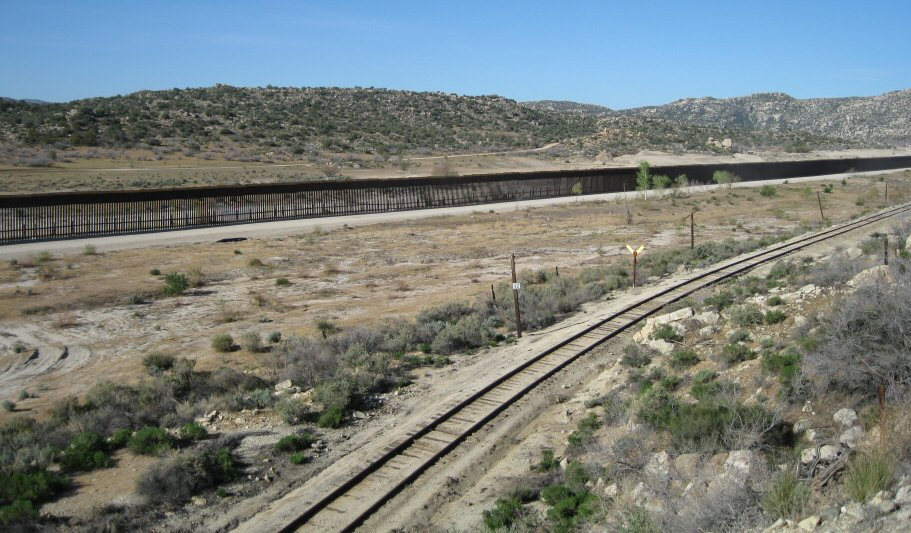
Porção de fronteira perto de Jacumba, Califórnia, em 2009, com segurança reforçada

## Inspeções veterinárias
Quando os animais são importados de um país para outro, existe a possibilidade de que doenças e parasitas possam se mover com eles. Assim, a maioria dos países impõe regulamentos de saúde animal na importação de animais. A maioria dos animais importados para os Estados Unidos deve ser acompanhada de licenças de importação obtidas antecipadamente do Serviço de Inspeção de Saúde Animal e Vegetal (APHIS) do Departamento de Agricultura dos EUA e/ou documentos de certificação sanitária do país de origem.
Inspeções veterinárias são frequentemente necessárias e estão disponíveis apenas em portos designados; contacto com antecedência veterinários porta é recomendado. Os animais que cruzam a fronteira dos Estados Unidos com o México podem ter um país de origem diferente do país onde se apresentam para inspeção. Tais animais incluem aqueles dos EUA que cruzam para o México e retornam, e animais de outros países que viajam por terra através do México ou dos EUA antes de cruzar a fronteira.

### Passagem do México para os Estados Unidos
O APHIS impõe precauções para afastar várias doenças eqüinas, incluindo o mormo, a durina, a anemia infecciosa babesiose (EIA), a piroplasmose equina (EP), a encefalite equina venezuelana (VEE) e a metrite equina contagiosa dos equídeos (CEM). O APHIS também verifica cavalos para impedir a introdução de carrapatos e outros parasitas. No Vale do Baixo Rio Grande, inspetores do Departamento de Agricultura dos EUA procuram por cavalos e gado que atravessam a fronteira carregando carrapatos. Estes animais são frequentemente chamados wetstock, e os inspectores são referidos como tickriders.
Por APHIS, cavalos originários do Canadá podem entrar nos Estados Unidos com um certificado de saúde veterinária do governo canadense e um teste negativo para EIA. Cavalos do México devem ter um certificado de saúde; passar testes negativos para EIA, dourine, mormo e EP em um centro de importação do USDA; e submeter-se a tratamentos preventivos para parasitas externos no porto de entrada. Cavalos de outros países do Hemisfério Ocidental devem ter os mesmos testes que os do México e, exceto cavalos da Argentina, devem ser mantidos em quarentena por pelo menos sete dias como um teste para o VEE.
O APHIS impõe requisitos semelhantes de testes e certificação em cavalos de outras partes do mundo, mas sem a quarentena para o VEE. Esses cavalos são mantidos em quarentena - geralmente três dias - ou até que os testes sejam concluídos. Como a piroplasmose equina da doença (babesiose eqüina) é endêmica no México, mas não está estabelecida nos Estados Unidos, o transporte de cavalos do México para os Estados Unidos requer a avaliação de cavalos para a presença dessa doença.
O transporte de cavalos do México para os Estados Unidos normalmente requer pelo menos três dias de quarentena, o que é incompatível com a maioria das viagens equestres recreativas do outro lado da fronteira. Uma exceção principal a esta regra é a renúncia especial obtida por cavaleiros que participam da Cabalgata Binacional Villista.

### Passagem dos Estados Unidos para o México
Importação dos Estados Unidos para o México exige provas dentro dos 45 dias anteriores de liberdade de anemia infecciosa eqüina, entre outros requisitos. Em agosto de 2015, o México começou a impor a regra de que todos os cidadãos estrangeiros que planejam permanecer no país por mais de sete dias ou viajando a negócios terão que pagar uma taxa de 330 pesos (21 dólares) e mostrar seu passaporte.